# ファイナルファンタジーVI
『ファイナルファンタジーVI』（ファイナルファンタジーシックス、FINAL FANTASY VI、略称: FFVI、FF6、ファイファンVIなど）は、1994年4月2日に日本のスクウェアから発売されたスーパーファミコン（SFC）用コンピュータRPG。ファイナルファンタジーシリーズのナンバリングタイトル第6作目にあたる。

## 概要
本作はスーパーファミコン（SFC）用に発売されたシリーズ最後の作品である。開発はスクウェア開発第1部が行い、前作まではディレクターを担当していた坂口博信がプロデューサーを担当、ディレクターは北瀬佳範および伊藤裕之、プログラムは成田賢および前作までバトル・プログラムを担当していた吉井清史が新たに担当し、音楽は植松伸夫、キャラクター・デザインは天野喜孝が担当している。24メガビットロムカセットを採用しており、当時としては大容量である。
様々な主人公を操作し、魔法の力が失われた世界を舞台にガストラ帝国を倒して世界征服の野望を阻止することを目的としている。過去のシリーズでは戦闘手段のひとつでしかなかった「魔法」をストーリーの中心に持ち込んでおり、この手法は後の同シリーズにも引き継がれている。タイトルロゴには魔導アーマーに乗ったティナが描かれている。
本作で初登場する剣とモンスターの名前である「アルテマウェポン」は同シリーズの後の作品や『キングダムハーツシリーズ』の作品など、ほとんどの作品で最強の魔物や武器という位置付けで登場する。
本作は前述のとおり同機種におけるシリーズ最後の作品であり、次作の『ファイナルファンタジーVII』（1997年）からはPlayStation（PS）で発売されることとなった。
本作は後にPSやゲームボーイアドバンス（GBA）に移植され、オリジナルのSFC版はバーチャルコンソール対応ソフトとしてWii、Wii U、Newニンテンドー3DSにて配信、PS版はゲームアーカイブス対応ソフトとしてPlayStation 3（PS3）およびPlayStation Portable（PSP）にて配信、GBA版はバーチャルコンソール対応ソフトとしてWii Uにて配信された。
SFC版は国内売上7位の記録を持つ。また、ゲーム誌『ファミ通』の「クロスレビュー」にてSFC版はプラチナ殿堂、PS版およびGBA版はシルバー殿堂を獲得するなど高い評価を得た。

## ゲーム内容

### 特徴
- 本作ではグラフィック自体が一新された。これにより、前作『ファイナルファンタジーV』（以下『FFV』）と比べて綺麗なグラフィックとなっている。マップやバトルシーンの背景などに実写の取り込み技術を応用し、影のつきかた、色のにじみ具合も計算されている[5][6]。また、飛空艇やチョコボの操作が3D表示となった。以降の同社のSFC作品にも採用されている。

- 前作『FFV』と同様に、全てのボスにレベルとは無関係に勝利できる戦術が存在する。ボスを倒しても経験値が入らない、経験値取得の回避が容易、さらに、本作独自のシステムの関係でゲームスタートからエンディング到達までのタイムアタックがやりやすい、などの理由から、低レベル攻略を代表とした様々なやり込みの題材とされるゲームとなった。

- フィールド、メニュー、戦闘などの基本的形式は従来のファイナルファンタジーシリーズを引き継いでおり、大幅な変更は見られないが、以下のような変化がある。

### パーティ
行動を共にできるパーティの数は4人。本作では『ファイナルファンタジーII』（以下『FFII』）『ファイナルファンタジーIV』（以下『FFIV』）同様に4人以上のプレイヤーキャラクターが登場するが、過去のシリーズと違い本作は「特定の主人公を擁さない群像劇」として描かれている。前半では各登場人物ごとにそれぞれ並行してストーリーが展開され、後半ではその登場人物が一堂に会し、最大4人のパーティに誰を入れてゲームを進めるかを自由に選ぶことができるようになる。このようなプレイヤーが自由に仲間の入れ替えを可能とするシステムは後のシリーズ作品にも継承されていった。
戦闘時に使用できるコマンドアビリティ、装備できるアイテムはキャラクターごとに固定されているが、後述する習得魔法・魔石ボーナスによってキャラクターを任意に成長させることが可能。
メニュー画面のキャラクターアイコンは天野喜孝のイラストをドット化したもの。ストーリーの上でもキャラクターたちは個性を発揮し、それぞれの決め台詞も持っている。

### アクセサリ
通常の装備とは別枠でアクセサリが最大2個まで装備可能となった。それぞれのアクセサリには、ステータス値の上昇・特殊能力の付加・戦闘時の特定コマンド変化などの装備効果があり、『ファイナルファンタジーV』（以下『FFV』）のアビリティシステムに近い形でキャラクターのカスタマイズが行える。
ステータス異常の中で「毒」「暗闇」「カッパ」の時は、状態変化を防ぐ効果のあるアクセサリーを装備することで状態変化を回復させる効果がある。

### 魔石
本作では魔法の位置づけが大きく変わり、システムもそれに対応した物となっている。前作までは白魔法、黒魔法、時空魔法、と言った概念が存在したが、本作では単に魔法として統一されている。
ストーリーの設定上、ティナとセリスは初期状態で魔法が使用可能だが、基本的にはストーリー中で手に入れた魔石を装備して戦闘を繰り返すことにより習得する。
「英雄の盾」など、一部の装備品やアクセサリーを装備して魔法修得値を得ることで、魔石を装備している時と同様に魔法が覚えられるものがある。
また、一部の魔石は装備した状態でレベルを上げるとステータスが上がる効果（魔石ボーナス）を併せ持つ。そうした効果を持つ魔石を装備しない限り、HP・MP以外のキャラクター自身のステータスはレベルが上がっても変化しない。
魔石を装備することで各キャラクターは戦闘中に1度だけ幻獣を召喚可能となる。召喚時はMPも消費する。なお、幻獣を召喚後にゴゴの「ものまね」を使用することで、何度でも同じ幻獣を召喚することが可能で、MPも消費しないという裏技がある。

### 戦闘システム
前々作『FFIV』から搭載されたアクティブタイムバトルシステム（ATB）も引き続き搭載。本作よりウェイトゲージが満タン（コマンド待ち）の状態で、他のキャラクターにコマンドの順番を廻すことができるようになった。前作『FFV』と同様にウェイトゲージをOFFにすることも可能。なお、ウェイトゲージをOFFにすることが可能なのは本作までである。
キャラクター特有のコマンドにはギャンブル要素や、敵の技が使えたり、コマンド操作などの導入がなされている。
また本作では、「サイドアタック」や「挟み撃ち」と呼ばれる、一方の側が他方を包囲する形で戦闘に突入する状況が追加されている。「サイドアタック」は敵が、「挟み撃ち」は味方がそれぞれ包囲される側である。挟まれた側は背を向けた状態で通常攻撃を受けるとダメージが1.5倍になる、挟む側は魔法などを味方全体にかけた場合の効果が片側の味方のみに限られるなどの特徴がある（ただし、全体に波及するものもある）。このシステムは次作『ファイナルファンタジーVII』にも引き継がれている。ただし、先制攻撃・サイドアタック時は隊列の後ろからターンが廻る（ゲージは全員満タン）、敵側の前後衛の設定がない、などは前後の作品では本作のみの仕様である。
状態異常については、従来の状態異常から「蛙」「小人」が無くなり、代わりに本作独自の「カッパ」が追加された。魔法は「カッパー」以外使えず、能力も低下するというものだが、この状態で真価を発揮する武器防具がある。その他、行動できなくなるが炎属性魔法で回復する「氷漬け」、物理攻撃を100%回避する代わりに魔法攻撃を100%くらう「透明」が追加。また、「スリップ」のHPの減り方が「毒」の場合のそれと変わらなくなった。
戦闘中に全滅した場合は、従来のシリーズでは基本的にその場でゲームオーバーとなりタイトル画面に戻されるが、本作では最後にセーブした場所（正確にはセーブ画面を開いた場所）に戻される仕様になっている。その際にストーリー進行・アイテム・所持金などはセーブ時点のものに戻されるが、経験値とそれに伴うレベルだけは全滅した時点のままになる。魔石ボーナスもセーブ時点に戻る（ピクセルリマスター版のみ従来の作品通り全滅したらゲームオーバーとなり、最後にセーブした所から完全にやり直しとなる）。
戦闘終了後にアイテムを獲得した場合、これまでのシリーズ作品では入手の可否を選択できたが、今作からは必ずアイテムを持っていく仕様になっている。

### 超必殺技
キャラクターが「ひんし（瀕死）」状態（HPが少なくなり、キャラクターがしゃがんでいる状態。ただし、ステータス異常によりしゃがんでいる場合は除く）のときに「たたかう」コマンドを選択すると1/16の確率で「超必殺技」が発動する。これらの技は相手の防御・魔法防御力を無視する攻撃のため起死回生も狙える。ただし、ストラゴスとリルムのみダメージ技ではなく即死攻撃となっておりボスには通用しない。また、「たたかう」コマンドの無いガウと、コマンド入力不可状態のウーマロには無い。なお、瀕死でも透明や分身の状態では発動しない。
本作では特に名前の付けられていない隠し要素のようなシステムだが、後の作品では『ファイナルファンタジーVII』のリミット、『ファイナルファンタジーVIII』の特殊技、『ファイナルファンタジーIX』のトランス、『ファイナルファンタジーX』のオーバードライブ、『ファイナルファンタジーXI』のSPアビリティ、『ファイナルファンタジーXII』のミストナックなど、使用条件が限られている代わりに多大な効果を発揮する「必殺技」のようなシステムが多数登場しており、アクティブタイムバトルやアビリティに並ぶFFシリーズにおける恒例システムとなっている。

### バグ・仕様
今作品では、以下のようなバグによる不具合や現象が発生した。
- SFC版とPS版では、物理回避率の数値に意味がなく物理攻撃・魔法攻撃が双方とも魔法回避率で回避の判定が行われてしまう。この現象は、「魔法回避率バグ」とも呼ばれていて、GBA版では修正されている。
- SFC版とPS版では、魔力が140以上の状態でアルテマを唱えた場合にダメージがオーバーフローし威力が極端に弱くなる。本作の魔石システムでは装備品無しの素のステータスは128が限界だが、装備品によっては140以上になる。この現象もGBA版では修正されている。
- 装備アイテムを処分するなどして「『さいきょう』コマンドを実行してもその部位に何も装備されない」状態で、何らかのアイテムをアイテム欄の一番右下に配置し装備画面の「さいきょう」を選ぶと、通常は装備できないはずのそのアイテムが強制的に装備されてしまう。PS版では修正されているものの、特定の武具においては仕様が持ち越されている。GBA版では完全に修正されている。一部のデメリット装備アイテムなどの「もともと『さいきょう』コマンドによる装備の対象外」アイテムは処分する必要もなく、この技で装備することもできないもののそれ以外は基本的に何でも装備できてしまうが、一部の「機械」アイテムを装備した時の効果が有名であり、「ドリル装備」という通称で知られているバグ。他にも、本来装備できないアイテム（アクセサリ、服など）を右手や左手に装備して攻撃すると、画面上のキャラクター、エフェクト、背景などのビジュアルがおかしくなる、ジェフなどの本来バトル上では、特定のシナリオを除いて登場しないキャラクターのビジュアルに変わるなどの挙動もみられる。
- リルムのスケッチ失敗によりデータが消滅してしまう不具合がSNES初期のバージョンで存在する（#日本国外版の節も参照）。
- 世界崩壊前、ティナが姿を変えて飛び去った後のシナリオの際、シャドウとガウの2人パーティにして、ガウに獣が原で「とびこむ」をさせてシャドウ一人だけにすると、イベントでシャドウが離脱した時、他に仲間がいないため「パーティに誰もいない状態」になり、フリーズしてしまう。
- カイエンが「必殺剣 空」の待機中に戦闘不能になり、その後復活すると、「必殺剣 空」が敵味方のあらゆる行動（防御なども含む）に反応するカウンター攻撃に変化してしまう。さらに、この状態でカイエンが「カッパ」状態になった場合、カッパのままカウンター攻撃が発動すると通常攻撃を敵が倒れるまで延々と繰り返す現象が発生する。Android版では修正されている。
- サウスフィガロ脱出イベント時、出口を塞いでいる帝国兵はメニュー画面を開いてすり抜けることができ、セリスを救出せず脱出することができる。その際、幻獣争奪戦でセリスの代わりにモグタンが加入することになるが、装備変更ができないほか、セリスが捕らわれている部屋に入るとフリーズする（GBA版ではロックを先頭にしておけばセリスを加入させることができる）。この現象もAndroid版では修正されている。
- 魔列車にて、幽霊を仲間にした状態で幽霊が離脱するポイントまで進み、外れる直前に残るキャラクターを戦闘不能にしていると、幽霊離脱後は全滅状態のまま歩くことができる。そのまま戦闘に入ると、開始直後に「全滅した」と表示されてゲームオーバーになる。「竜の首コロシアム」に参加して全員が戦闘不能状態になっても同様の現象が起きる。
- ガウに武器「アルテマウェポン」を装備させた状態で、「あばれる」によってモンスター「ガード」を選択すると、「クリティカル」の技が出た時にゲームの挙動に異常が出る。おかしな音を立ててガウが奇怪な行動をするなどの現象が起こるが、ほとんどの場合ゲームがフリーズまたは無限ループに突入して終わる。データ消失の危険もある。PS版・GBA版では修正されている。
- 世界崩壊後のオペラ劇場の天井裏でネズミとのバトルでわざと全滅すると、崩壊前のワールドマップからゲームが再開される（崩壊前のイベントでネズミを残す必要がある）。フィガロ城を動かすか定期船に乗ると崩壊後の世界に戻れる。PS版・GBA版では修正されている。
- 「透明になって物理攻撃を100％回避できるが副作用として魔法を回避できなくなる」という効果の魔法「バニシュ」状態の敵に対してデスなどの即死魔法を使った場合、ボスなどの本来即死耐性を持っている敵でも、耐性を貫通してデスが効いてしまう。バニシュ自体が効かないボス、および即死した後に復活するアンデッドなどを除き基本的にあらゆる敵をこれで即死させることができてしまう。GBA版では耐性を貫通できなくなり不可能になった（元々耐性を持たない敵に「確率で外れる」ことを防ぐ本来の使用法は可能なまま）。なお、「バニシュ」を掛けると消えてしまう耐性は即死耐性のみで、ブレイクやサイレス、ストップなどはバニシュ状態でも耐性で防がれてしまう。
- SFC版では、2Pコントローラーにターボファイルを繋いでいるとマッシュの必殺技が100%失敗する。
- 魔大陸に上陸した後に魔大陸から飛空艇に戻り、一度飛空艇の飛行画面を出して着陸せずに魔大陸に戻り、そこで全滅すると、最後にセーブした地点から、飛空艇に乗った状態でゲームが再開される。ただし、このバグで飛空艇入手前の段階から再開させた場合、飛空艇内部に切り替えるとフィールドに戻ることができないほか、着陸すると飛空艇が消えてしまうので、場合によってはゲーム続行不可能になる。
- ティナが「トランス」中、ストップ、眠り状態などのままトランスゲージが切れるとトランス状態から戻らず、もどるコマンドか戦闘終了まで継続する。GBA版では修正されている。
- シャドウに「天使の羽」を装備すると、インターセプターによるガードおよび反撃能力が失われる。Android版・iOS版では修正されている。
- SFC版ではワールドマップ上で52回連続で全滅するとメモリの記録領域が本来使用を想定している領域から溢れてしまい、本来イベント以外の情報を記録する領域にイベント記憶領域を上書きさせたり、さらに記録したイベントを他の内容で上書きしてしまうことで様々なバグが発生する。

## 日本国外版

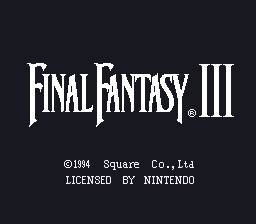
北米SNES版『Final Fantasy III』オープニングタイトル

北米では1994年10月11日に、Super Nintendo Entertainment System（以下SNES）向けのソフト『Final Fantasy III』として発売された。NES版『Final Fantasy』（日本での『ファイナルファンタジー』）、SNES版『Final Fantasy II』（日本での『ファイナルファンタジーIV』）に続く作品になっている。SNES版『II』とは異なり、キャラクターの特殊能力は日本版そのままという形で移植され、一部の魔法・アイテムとキャラクター名、大多数のモンスターの名前が、アルファベット表記をした時の長さの制限のため変更されている。その他の変更点を以下に示す。
- 攻撃魔法「ホーリー」の名前が宗教的な配慮から「Pearl（真珠を意味する）」に変更されている。
- 登場するアイテムは256種類。日本のSFC版にはアイテム欄の最後の欄においたアイテムを誰でも装備できてしまうという現象（#バグ・仕様の節を参照）があったが、北米版ではアイテム欄が1行1列になったことに伴い、最後の欄を非表示（使用不可）にすることによって修正された。
- SNES版の初期出荷バージョンでは、リルムのスケッチを使用した際にミスすると不正なポインタ参照を行ってしまい、画面が乱れたりデータが消えてしまうなどの重大なダメージが発生する不具合がある。後のバージョンやPlayStation版では修正されている。
- モザイク効果における不具合はSNES版では修正されているが、北米のPlayStation版では残っている。
- シャドウをキングベヒーモスから救出後の台詞で、新台詞が挿入される。
- 酒場の看板が描き換えられていたり、女性の容姿をした敵キャラクターの露出が抑えられているなどの、北米での任天堂の規制に合わせた変更点がある。

なお、PlayStation移植版以降はタイトルが日本と同じナンバリングの『Final Fantasy VI』に統一された。

## ストーリー
プロローグ
1000年前に起きた魔法の力を巡る大戦争「魔大戦」。全てを焼き尽くしたその戦いが終わった時、世界から魔法の力が消えさり、人々は蒸気と機械の力で世界を復興させていった。
しかし、時の帝国皇帝ガストラは幻獣界に潜む幻獣たちを発見したことを機に、機械と幻獣から取り出した魔法の力を組み合わせることで、魔法に代わる新たな力「魔導」をこの世に生み出し、手中に収めたその強大な力で世界征服をもくろむようになっていった。
序盤
それから十数年、ナルシェの炭坑に氷漬けの幻獣がいるという情報が入る。ガストラは幻獣界への侵攻時に発見し帝国兵として養育していた強い魔導の力を生まれ持つ少女ティナ、帝国兵のビックス、ウェッジをその地へ向けて派遣する。
ナルシェに派遣されたティナたち帝国兵は、炭坑の奥で幻獣を発見するが、幻獣を前にした瞬間、ティナと幻獣が互いに強い反応を示し合う。強い光を放つとビックスとウェッジは見る影もなく消滅しティナは意識を失ってしまう。反帝国組織リターナーの工作員であるジュンの介抱を受けて目覚めたティナだが、それまでの記憶を失ってしまっていた。ナルシェの追っ手が迫る中、ティナはリターナーの一員であるトレジャーハンターの青年ロックに助けられ、リターナーに与する砂漠の王国フィガロ国国王エドガーに面会する。エドガーはティナに協力し、反帝国組織・リターナーへティナを紹介する。
魔導アーマーとともに襲撃してきたケフカによって火が放たれ、フィガロ城からティナを連れて脱出したロックとエドガーだが、追っ手の魔導アーマーに追いつかれた際に、ティナの魔法を見て驚く。
その後、リターナーの本拠地を目指す一行はコルツ山でエドガーの双子の弟・マッシュと遭遇する。リターナーのリーダー・バナンはティナの協力を快く受け入れるが、そこに帝国軍が迫っているという情報が入る。ロックはサウスフィガロへ単身潜入し、ティナ、エドガーたちはレテ川を下りナルシェへ向かう。
途中でティナたちとはぐれたマッシュは、アサシンのシャドウ、ドマ王国の剣士カイエン、野生児ガウを仲間にし獣ヶ原の近くを流れる海流“蛇の道”を使いナルシェに向かう。また、サウスフィガロにて帝国の将軍・セリスを仲間にしたロックもナルシェに到着する。
中盤
ナルシェに集結したティナたち一行は幻獣を狙う帝国軍を追い返すことに成功するが、幻獣と向かい合ったティナは人ならざる何かへと姿を変え、どこかへ飛び去ってしまう。
ティナを追う一行は、嘘つきたちが巣くうスラム街ゾゾで眠り続けるティナを発見する。ティナを介抱していたラムウに幻獣と魔石の話を聞き、一行は帝国に潜入することを決意する。ロックやセリスたちは飛空艇を使うため、所持者のセッツァーにオペラ劇場にて罠を仕掛け、飛空艇を帝国に向かわせる。帝国首都ベクタの魔導工場に潜入した一行は、その奥にある魔導研究所で捕らわれた幻獣たちから魔石を託される。そこへケフカが現れ一行はピンチに立たされるが、セリスが自らの魔法でケフカたちと共に消え、ロックたちを救った。
一行がゾゾに戻ると、ティナは魔石マディンと共鳴し、「人間の女性と幻獣の男性との間に生まれたハーフ」という自らの出生の秘密を知ることとなる。帝国と戦う決意を新たにしたティナたちは、幻獣の力を借りるべく、幻獣界への扉“封魔壁”の前に訪れるが突然、封魔壁が開き、仲間の命を奪われ怒れる幻獣たちが飛び出してくる。幻獣たちの襲来で壊滅的打撃を受けた帝国は、突如リターナーに和解を申し出る。和解のため設けられた会食の席で、幻獣たちの捜索を協力して行動することが提案される。
終盤
帝国の姿勢に不信感を抱いたエドガーたちは帝国に残り、ティナとロックが捜索に向かうことになる。2人は目的地へ向かう船で、捜索に参加するセリス、シャドウと再会する。失われたはずの魔法を使う人たちが暮らすサマサの村でストラゴスやリルムと親しくなったティナたちは、村の歴史を聞き出し、共に幻獣たちが向かった西の山に到着する。幻獣たちと遭遇した一行は、幻獣たちを説得しサマサに戻り、別行動を取っていたレオとセリスに再会する。そこに突如、ケフカが兵士を連れて現れ、幻獣たちを魔石に変えていく。レオはケフカの行動に怒り、単身戦いを挑むが、殺されてしまう。
その頃、ケフカとガストラは幻獣界に着き、魔大陸を浮上させてしまう。行く手を阻む帝国空軍を破り、魔大陸に降りた一行は単独行動を取っていたシャドウと合流し、その奥でガストラたちと対峙する。ガストラは三闘神の力で一行の身動きを封じ、セリスに魔導帝国の繁栄のためにケフカと結婚して子孫を作れと命じるが、セリスはそれを拒否しケフカを切りつける。逆上したケフカは三闘神の封印を解き放ち、世界を崩壊させては無意味だと訴えて阻止しようとしてきたガストラを殺す。封印を解かれた三闘神の強大な魔力の暴走により、仲間たちは飛空艇を破壊されて生死不明のまま散り散りとなり、魔大陸墜落の衝撃により世界は引き裂かれてしまう。
ラスト
1年後、セリスは孤島で目を覚ます。セリスを介抱していたシドの世話をした後、セリスは仲間を探すため世界へ旅立つ。変わり果てた世界をさまよう中、ニケアでエドガーと瓜二つの姿をした盗賊団のボス“ジェフ”を見かける。本人はエドガーなど知らないと否定したが、エドガーとしか思えないと判断したセリスは密かに彼を追跡する。
事故で地上に出られなくなっていたフィガロ城にたどり着くと、ジェフは正体を現してエドガーであると認めセリスの仲間になる。フィガロ城を救い、コーリンゲンの酒場でセッツァーを見つけたセリスたちは、飛空艇を失くし自暴自棄になっていたセッツァーを説得し、近くにあるダリルの墓へ向かう。かつて飛空艇で速さを競い、事故で帰らぬ人となった友・ダリルの飛空艇“ファルコン”を使い、一行は仲間を探し集め、ケフカの棲む“瓦礫の塔”へ最後の決戦を挑む。

## 設定

### 世界観
魔法と機械が織りなす文明
本作の世界設定は、前作までと比較すると、近代的な機械文明の影響が大きいものとなっている。例を挙げると、炭鉱都市ナルシェを暖める蒸気機関、独自の機械技術が防衛システムに取り込まれているフィガロ城、蒸気機関車らしき車両が走駆するドマ鉄道など。
それら機械文明と一線を画すのが、魔法と機械を融合させた現代的な文明を創り出しているガストラ帝国である。魔法の力を科学技術に利用して復活させた力「魔導」を魔導アーマーといった軍事兵器や、魔導の力を有する兵士の育成に活用しており、魔導の力で増強された軍事力を侵略活動に向けている。
しかし本作の世界においては、魔法は1000年もの昔に滅び去った過去の遺物であり、ガストラ帝国は魔法の力を備え持つ生物「幻獣」が住む「幻獣界」に侵入し、そこから拉致して来た「幻獣」らを研究することによって「魔導」の力を得ることになる。
魔法と科学の力が同居した独特な世界観が描かれているが、ファンタジーRPG的世界観から脱却し近未来SF的要素が強まった『VII』以降と比べ、『V』以前の中世ヨーロッパ風ファンタジー寄りの文明観がベースとなっている。

### 国家
南の大陸
最も強大なガストラ帝国を筆頭に四つの国家が存在する南側の大陸。世界崩壊直前に東側の陸地が魔大陸として浮上。崩壊後は多くの陸地部分を失い、瓦礫の塔を中心にまるで渦を巻くような形状となった大陸と荒野が広がり、周辺には小さな列島が点在している。
- ガストラ帝国（Ghastra Empire） - 首都は要塞都市ベクタ（Vecto）。元首はガストラ。強大な軍事力を誇る帝政国家であり、失われた魔導の力を復活させて世界征服を推し進めている。魔大戦終結時から存在した軍事自治組織を前身として685年前[8]に成立して以来、世界警察として発展してきた歴史を持つが、20年前に現皇帝のガストラが即位してからは急速に軍国主義化した。南の大陸の3国家を征服・併合し、大陸全域（幻獣界を除く）をその領土とする。さらには北の大陸に対しても積極的な軍事行動を行っている。機械文明と魔法を合わせた魔導アーマーの力は非常に強大で、空戦型魔導アーマーで構成された「インペリアル・エアフォース」（帝国空軍）などの部隊を有している。世界崩壊後は帝国首都ベクタは壊滅、世界中の瓦礫がベクタに集まり瓦礫の塔となる。同時にガストラの死亡により国家体制は崩壊し、帝国は壊滅状態となっている。
  - アルブルグ国（Albrook） - 南の大陸南部に位置する国家。現在は帝国に占領されており、帝国兵による賄賂などが横行し、国は活気を失っている。世界最大規模の貿易港を擁する。世界崩壊後も現存するが、瓦礫の塔から最も近くに位置することもあり、人々は帝国占領下の時代すら華やかだったと回想するほどに絶望している。
  - マランダ国（Maranda） - 南の大陸西部に位置する国家。現在は帝国に占領されている。かつては世界一美しい国との誉れを受けていたが、ガストラ帝国の侵略により国土は荒廃。帝国占領軍からも田舎都市扱いされている。世界崩壊後も現存するが、大陸の断裂や地殻変動によって南大陸から離れ、ジドール近隣に隣接している。
  - ツェン国（Tzen） - 南の大陸北部に位置する国家。現在は帝国に占領されている。王族は帝国により全員処刑されている。国土は世界で最も小さいが、交易が盛んである。世界崩壊後も現存している。

北の大陸
世界の大部分を占める超巨大な北に位置する大陸で、多くの国家が存在する。世界崩壊後は複数の大陸に分断され、荒野が広がる大小の離島や列島が多く点在している。
- フィガロ王国（Figaro Kingdom） - 元首はエドガー。北の大陸の西半分を領土とする。国土の大部分は砂漠だが、高度な機械文明が発達しておりその砂漠の中を移動する手段も備えてある。帝国の同盟国だが帝国の兵士からは「ちっぽけな国」と侮られており、帝国との関係は対等ではない模様。裏では反帝国組織リターナーに協力している。ティナがフィガロ王国に保護されたことをきっかけに帝国の魔導士ケフカの部隊の攻撃を受け、サウスフィガロも占領されたため、本格的に反帝国の舵を取る。世界崩壊後も国家体制を維持している。
  - サウスフィガロ（South Figaro） - 貿易港の発達した城下町。建物が立体交差していたり建物に裏口があるなど複雑な構造でもある。商人による自治が行なわれている。物語序盤で帝国に占領される。
  - コーリンゲン（Kohlingen） - 特に目立った産業も無い小さな村。北の大陸の北西に位置する。過去に帝国軍の攻撃を受けたことがある。
  - リターナー本部（Returner Base） - ガストラ帝国の侵攻に対して抵抗活動を行なっている反帝国組織の本部。コルツ山の北に位置し、フィガロ王国とは協力関係にある。ケフカやナルシェ長老の発言から、ドマ王国もリターナーに参加していることが分かる。世界崩壊後はバナンが消息不明となり帝国も壊滅したため、組織そのものは四散している模様。
- ドマ王国（Doma Kingdom） - 元首はドマ王。北の大陸の東半分を領土とし、気候は温暖で湿潤。「サムライ」という独自の兵士を持ち、世界で唯一、表立ってリターナーに参加し、帝国に反旗を翻している国家。最古の国であるとも言われており（口伝によれば1200年前に成立していたとされる[8]）、魔大戦の記録の多くを所有する[注釈 3]。かつては蒸気機関を利用したドマ鉄道が領土内の隅々まで行き渡っていたが、現在は戦火に巻き込まれて壊滅状態とされる。帝国との戦争は劣勢で、ドマ本城も帝国の攻勢を抑えていたが、ケフカの独断による水源への毒攻め攻撃により、ドマ城のほぼ全員が虐殺され、王国は壊滅した。世界崩壊後も周辺の陸地を僅かに残し孤島となりながらもドマ城は残存しているが、ドマ王国は壊滅したままである。
- ジドール国（State of Jidoor） - 厳しい身分制度が敷かれている国家。北の大陸の南西にある半島地域を領土とし、フィガロ王国と国境を接する。貴族議会によって統治されており、特定の元首は存在しない。オペラ劇場や競売所など、富む者による貴族社会が広がっている。貧しい者は街を追われ、北方にゾゾの貧民街を形成した。世界崩壊後でも変わらず国家体制が維持されており、世界の終末を感じさせるようなアートが流行っている。
  - ゾゾ（Zozo） - ならず者が暮らし、ゾゾ山を背にした廃墟のようなビル群が立ち並ぶ荒れ果てた都市。ジドール国領土内に位置するが、貴族議会の支配は及んでいない。非常に治安が悪く、道端には倒れている人間もそのまま放置されている。犯罪は日常茶飯事で、常に天候が悪く街はいつも薄暗い。住人はただ1人を除き、皆嘘吐きである。世界崩壊後も変わらず残存している。
- 炭鉱都市ナルシェ（Colliery Nalsh） - 炭坑によって栄えている都市国家。統治者は長老と呼ばれている。フィガロ王国の領土内に位置する。市街は山肌に築かれ、常に雪に覆われている。帝国との間に相互安全保障（事実上の不可侵条約）を締結するなど、諸国間の争いには中立を貫いており、独自の防衛手段を持っている。この物語のキーワードである氷漬けの幻獣が発見された場所であり、帝国が軍事力による奪取を目論んだ上、リターナー側の接触もあったため反帝国に舵を取った。世界崩壊後はごく一部の住人を残し廃墟と化し、モンスターの巣窟となる。
- 自由都市ニケアーム（City-state of Nikeahm） - 海上貿易が発達した都市国家。商人の寄り合いによって統治されている。フィガロ王国とドマ王国の国境付近に位置する。本編中では港町ニケア（Nikeah）と呼ばれている。北の大陸で最も大きな川の河口の三角州に位置し、周りを険しい山々に囲まれていることから、陸の孤島として知られている。大陸本土とは橋で繋がっているが、陸路の便が悪いため海上交通が一般的である。世界崩壊後もサウスフィガロに対する定期船ルートを確保している。
- 辺境地域 - 国家に属さない広大な地域。世界中のモンスターが集まる獣ヶ原（Veldt）の他、モブリズの村（Mobliz Village）やサマサの村（Thamasa Village）なども含まれる。大部分は北の大陸と離島群に存在するが、南の大陸の東に位置する島（幻獣界）は帝国の支配が及んでいないため、ここに含まれる。世界崩壊後は大陸が分断された影響で獣ヶ原は独立した一つの陸地として、モブリズの村は浮上した蛇の道の尾の部分にほぼ半壊しながらも存続している。サマサの村は孤島として分離され大きく南下したがこちらも存続しており、一方で地殻変動の影響で50年前に沈んだエボシ岩の洞窟が再浮上している。

### 魔法と召喚獣の関係
『ファイナルファンタジーVI』における魔法の力は、幻獣（召喚獣）が産み出したものである。
1,000年前に発生した「魔大戦（War of the Magi）」を境に、それまで共存していた人間と幻獣が袂を分かった。人間はその後の1,000年間で機械による文明を発展させてきたが、幻獣は人間の前から姿を消し、幻獣界という独自の空間でひっそりと生活している。時を経て人間界と幻獣界を隔てる障壁が無くなった時、幻獣界はガストラ帝国の侵攻を受ける。捕らえられた多くの幻獣から魔導の力が抽出され、軍事兵器の生成に活用された。
ガストラ帝国は当初、幻獣から科学的な方法で魔法の力を吸い出して人間に植え付ける方法をとっていた。しかし本来魔法の力は、その命が尽きる時に幻獣が自らの持つ魔法の力を結晶にしてこの世に残した「魔石」を持つことによって得るものであり、得られる魔法の力には大きく差がある。
幻獣のイフリートとシヴァは科学的な方法で魔法の力を吸い尽くされ、地下へ捨てられていたが、戦う力を残していた。主人公たちの持つ魔石に気づくと、自ら魔石となり協力することになった。魔石に秘められた幻獣の力は、魔石になる前の幻獣の力より高くなる。

### 魔導アーマー
帝国が使用している機械技術の枠を集めた多目的有人ロボット。無尽蔵で動力源と中枢神経に「魔導」のパワーを利用しており、誰でもスムーズな操作で絶大なパワーを発揮する魔法の力を引き出すことができるようになっている。乗っている人間の魔力が高いほど、攻撃が多彩になり、与えるダメージも大きくなる。物語序盤、マッシュのルート、カイエンの夢の中でティナと仲間、帝国兵が使用する魔導アーマーは「ノーマルタイプ」と呼ばれている。敵として出現する魔導アーマーには様々な種類があり、性能や攻撃方法に違いがある。

### ファンタジー的な要素
『ファイナルファンタジーVI』の世界には機械による文明が存在する。ただし、機械といっても、現代社会のようないわゆるエレクトロニクス（魔導アーマーのみ例外）ではなく、蒸気機関や火薬、石炭で動く産業革命時のような原始的なものである。
キャラクターの持つ武器（剣、槍、杖など）や防具（鎧、盾、兜など）、得体の知れないモンスターなど、多くのRPGの特徴ともいえるファンタジー的な要素はこうした機械文明と同居するかたちで作品内に存在している。

### 封魔壁
人間界から幻獣界へと通じる門。かつては2つの世界は繋がっていたという証でもある。人間と幻獣の間に何かが起こり、互いの世界へ干渉できないように封魔壁が作られた。

### 魔大戦
遥か昔に女神、鬼神、魔神の3柱の神、三闘神が天から現れて永きに渡って互いに争った戦争。三闘神は地上の生き物を幻獣に変えて従え、さらに幻獣の力で魔法を使えるようになった人間である魔導士を加え、神同士による三つ巴の戦いが繰り広げられた。戦いは世界を破壊し尽くし、過ちに気付いた三闘神は、強大な力を持つ怪物などを封じ、幻獣に自分たちの復活がないようにすることを命じると、魔力が抑えられる封魔壁の奥で、石化後も神の力が世界の破壊を引き起こさないように互いに視線を向けて力を中和し合いながら、自らを石化することで戦いを終わらせた。幻獣は石化した三闘神を見守ると共に、魔導の力で悲劇が起きることのないよう、封魔壁の奥を幻獣界として移り住んだ。魔大戦が終わった後、魔法の力を持たない人々は魔大戦の悲惨さから魔導士を恐れ、不当な裁判にかけて魔導士狩りを行った。そのため、逃げ出して隠れ住んだ僅かな者の子孫を除いて、魔法を使える人間は残っていない。

## 登場キャラクター
担当声優は『ディシディア ファイナルファンタジー』シリーズなどの関連作品での配役。ゲーム本編には音声はない。

### 主人公
本作には以下の14人のメインプレイヤーキャラクターが存在するが、公式にはその全てのキャラクターが主人公である。ただし、物語の進め方によっては最後まで登場しないキャラクターや、一定の条件で今後登場しなくなるキャラクターも存在し、全員を揃えずにゲームクリアすることも可能。また、物語前半はパーティの入れ替わりが多く、本当の意味で全員が揃うのは物語の終盤になってから。
一方で『ファイナルファンタジーXIII』の主人公・ライトニングに関して、ゲーム雑誌などでは「『FFVI』のティナ、『FFX-2』のユウナに次ぐ、3人目の女性主人公」と紹介されている記事もある。また、歴代FFシリーズの主人公が集うクロスオーバー作品『ディシディア ファイナルファンタジー』では、コスモス陣営（主人公側）における『FFVI』からの代表キャラクターとしてティナが登場している。また『シアトリズム ファイナルファンタジー』ではティナとロックが『シアトリズム ファイナルファンタジー カーテンコール』ではエドガーが登場している。
ティナ・ブランフォード（Tina Branford）
声 - 福井裕佳梨
魔導戦士（Magic Fighter） 幻獣界出身 年齢：18歳 身長：160cm 体重：48kg 誕生日：10月18日 血液型：AB型
好きなもの：動物　嫌いなもの：人がいっぱいいる場所　趣味：モーグリをふかふかすること　宝物：砕けた魔石のかけら
必殺技：ライオットソード
神秘的な雰囲気を帯びる少女。武器は剣。赤子の頃にガストラ皇帝に拾われ、帝国に操られていた魔導戦士であったがナルシェでの氷漬けの幻獣との出会いがティナのその運命を変えていく。本作のストーリーはティナがナルシェの街で氷づけの幻獣と出会ったことから始まる。ナルシェの街で起きた事故によりガストラ帝国の呪縛を逃れ、ロックに助けられてからは反帝国組織のリターナーに身を置くことになる。自我を押さえ込まれていたため、過去の記憶が欠けている。それでも自分の名前を覚えていたり、戦闘の技術を失っていないなど、完全な記憶喪失になっているわけではない。その生い立ち故に、魔石を入手する前から「まほう（魔法）」コマンドの使用、およびレベルアップによる一部の魔法の習得が可能である。フィガロ城における攻防戦後、初めてエドガー、ロックと3人で行動している際にバトルでティナに魔法を使用させるとイベントが発生し、物語の世界では特異な存在であることを思わせる描写がある。またティナが生まれつき魔法の力を持つことは、帝国のみならず他国やリターナーの間でも有名だった。彼女の力を利用するためにガストラ帝国から人間の感情を抑えられて育ち、愛情というものを理解できない。ただし、本人はそのことに違和感を覚えているらしく、序盤から苦悩するシーンが描かれている。
戦闘能力は高く、一般兵では扱えない魔導アーマーの武装も全て使いこなすことができる。帝国に操られていたときには魔導アーマーに乗った帝国兵50人を3分で皆殺しにしたという。
ゲームが開始してから最初に登場するキャラクターであるが、物語中盤で一時的に離脱することもあり、後半では仲間にしないままラストダンジョンに進むことが可能。ただしストーリーの都合上、仲間にしていなくてもエンディングには駆けつけるなどの演出がある。
ゲーム開始直後はオリジナルコマンドを持っていないが、後にティナが持つ潜在能力を解放することで一時的に戦闘能力（攻撃、魔法によるダメージが2倍。受けるダメージ半分）を上げる「トランス」を使用することが可能となる。一度トランスを行うとしばらく再度のトランスが不可能となるが、幻獣のように戦闘で魔法習得値を溜めることで再び実行可能になる。
その正体は幻獣マディンと人間のマドリーヌの間に生まれたハーフ。「トランス」はティナの幻獣の力を解放することである。エンディングでは世界から幻獣と魔法が消滅したためティナ自身も消滅するかと思われたが、人間として大切なもの（＝愛すること）に気づいていたティナは人間として世界に残り、消滅は免れた。マディンの血に由来する「魔法」を失ったかは不明。
最終決戦の際はケフカの唱える破壊論に対し、「人を愛する心」と「生きている間に成すこと」を説き、生きることの大切さを以って反論していた。
北米版では名前が「Terra（テラ）」に変更されている。これは、日本人には「ティナ」という名前がエキゾチックに響くのに対して北米ではそうは感じられないため、エキゾチックさを感じる「Terra」に変更されたというものである（英語版を参照）。Terraという単語は、ラテン語で「地球（earth）」を、ギリシャ語で「魔物（monster）」を意味する。
ロック・コール（Lock Cole）
声 - 小野友樹
冒険家（Treasure Hunter） 出身地不明 年齢：25歳 身長：175cm 体重：67kg 誕生日：11月24日 血液型：O型
好きなもの：地図　嫌いなもの：キノコ　趣味：野原で昼寝　宝物：バンダナ
必殺技：ミラージュダイブ
反帝国組織「リターナー」に属する自称トレジャーハンター。隠密のような役割を担うことが多い。主な武器は短剣。幼少期は祖母と暮らしていた。性格は明るくお調子者だが、愛する人を失った過去に対する強い後悔の念から“女性を守る”ということに関して強い意識を持つ。ガストラ帝国から逃れたティナを全力で守り通し、さらに後に出会うセリスに対しても「守る」と発言していることから、何かとプレイボーイに見られがち。これはある女性に対する自分の辛い過去を清算するためにある秘宝を探していることに繋がる。詳しくはレイチェルの項を参照。
飛空艇は平気なようだが海上船には弱いらしく、一度船に乗ったときは嘔吐するほど酔っていた。その他セリスとの恋愛、過去の償いなどシリアスなシーンからコメディ調な場面まで演じる。バンダナに非常にこだわっているらしくセリスから突っ込みを受けている。
物語ではティナの次に登場する最初期メンバーで、強制参加も多くパーティの分割以外では離脱することも無い。氷漬けの幻獣防衛戦終了後から世界崩壊までの間は、シナリオ上の出番が多い。後半では任意で仲間に加えない限りエンディングまで登場しないことがある。
オリジナルコマンドで敵からアイテムを「ぬすむ」ことができるのだが、ロック本人は「泥棒」と呼ばれることを嫌う。また、アクセサリ「とうぞくのこて」を装備することで盗むと同時に攻撃を行う「ぶんどる」も可能になる。
北米版では名前の綴りが「Locke」に変更されている。
エドガー・ロニ・フィガロ（Edgar Roni Figaro）
声 - 三木眞一郎
マシーナリー（Machinery） フィガロ王国出身 年齢：27歳 身長：183cm 体重：77kg 誕生日：8月16日 血液型：O型
好きなもの：女性　嫌いなもの：説教　趣味：変な武器開発、寝室の模様替え　宝物：表裏一体のコイン
必殺技：ロイヤルショック
フィガロ王国国王。武器は槍。10年前に先王が亡くなり17歳の若さで即位した。定かではないが、先王の死には帝国による毒殺が疑われており、民の平安を考慮してガストラ帝国と同盟を結んでいるものの、裏では反帝国組織「リターナー」を支援している。
女性を見ると老若関係なく口説かずにいられない軟派な性格である（ただし10歳のリルムに対しては「さすがに犯罪か」と踏みとどまっている）。双子の弟のマッシュと、王位継承の際に兄弟どちらが王の座を引き継ぐかを話し合い、コイントスで決めることにした。しかし、マッシュが自由を渇望していたのを知っていたエドガーは、マッシュに内緒で両面どちらも表のコインを使ってわざと負け、王の座に就いた。
性格は軽いが頭が切れる人物であり、誰にでも冷静に接するなど王族に相応しい器量を持ち、エドガーが加入してからの序盤のパーティの進行は彼の考えで決まっているものだった。戦いに臨む態度は勇猛で、先陣に立ち続ける場面も多い。
最初に登場してからはパーティの分割など以外ではほぼ離脱することが無く、物語後半でも必ず仲間に加わるため、ストーリー全般を通してもっとも多く登場するキャラクターである。
機械王国フィガロの国王である関係上、機械に対する造詣がかなり深く、様々な武器を開発している。オリジナルコマンド「きかい（機械）」でも専用の機械アイテムを使って攻撃する。中には本人が開発したものもある。
マッシュ・レネ・フィガロ（Mash Rene Figaro）
声 - 藤真秀
モンク（Monk） フィガロ王国出身 年齢：27歳 身長：190cm 体重：106kg 誕生日：8月16日 血液型：O型
好きなもの：クルミ　嫌いなもの：ナッツイーター　趣味：修行　宝物：表裏一体のコイン
必殺技：タイガーブレイク
エドガーの双子の弟。15歳の頃に自由を求めて城を飛び出した後、格闘家ダンカンのもとで修行を積みモンクとなる。12年間の修行の末、接近戦の技だけでなく遠く離れた相手にも攻撃できる技を会得した。武器はナックル。師ダンカンが人生の師でもあり、ダンカンに似て豪快な性格。
オリジナルコマンドは「ひっさつわざ（必殺技）」。十字キーとボタンの組み合わせによる特定のコマンドを入力することで技を繰り出せる。
善良な人物だが、周りの機微に疎く、父である国王の容態に気づけなかったり、死んだ国王よりも国の後継者のことしか考えない周りの人間たちに辟易して、荒んだ考えをもつこともあった。
ティナには初対面で「大きな熊」と言われていたが、フィガロ城の大神官によると国を出た時はエドガーより小柄で大人しい性格だったという。兄のエドガーとは正反対に、女性に対しても奥手な性格。
物語序盤で必ず仲間になり、パーティの分割など以外では離脱することは無いが、物語後半では無視して先に進むことで仲間にしないままエンディングを迎えることも可能。
北米版では名前が「Sabin（セイビン）」に変更されている。

シャドウ（Shadow）
声 - 安原義人
アサシン（Assassin） 出身地不明 年齢不詳（30代後半?） 身長：178cm 体重：66kg 誕生日：不明 血液型：不明
好きなもの：かたゆで卵　嫌いなもの：夢　趣味：不明　宝物：肖像画の描かれた懐中時計
必殺技：シャドウファング
金のためなら親友をも殺すといわれる暗殺者。外見は黒装束を纏った忍者のような姿で、武器は短刀と忍者刀。唯一心を許せる漆黒の忍犬インターセプターを連れている。自分以外には絶対懐かなかったインターセプターがリルムに懐くことを不思議に思うが、自身の夢によりその理由が明かされる。
序盤から中盤まではパーティへの加入・離脱を繰り返し、正式に仲間になるのはストーリーの後半になってからである。魔大陸脱出の時にケフカの足止めをするが、カウントが0になるギリギリまで飛空艇のところで待つと崩壊後もパーティに協力してくれるが、シャドウが現れる前に飛空艇に乗ると命を落とすことになり、二度と仲間にならなくなる。登場自体はかなり序盤の方であるが、話しかけずにいることでシャドウの名前入力を先延ばしにすることもできる。名前入力の機会は全部で4回あり、4回目は任意ではなく強制的に仲間になるので、最終的には名前を入力しないと話を進めることはできない。
オリジナルコマンドで、手裏剣や巻物、特定の武器を「なげる」攻撃も可能。また、愛犬インターセプターが戦闘中に攻撃を受け止めてくれることがあり、この際に専用の反撃技が発動することもある。
なお、シャドウという名は仮の名前であり、本名はクライド（Clyde）という。かつては相棒のビリーと共に列車強盗を行っていた過去を持ち、この当時のタッグ名が「シャドウ」だった。強盗稼業を送る二人だったがある日、「とんでもない奴等」のところへ強盗に入り、ビリーが重傷を負ってしまう。そのとき、自分の最後を悟り、捕まって拷問に苦しむのが嫌な相棒に介錯を頼まれたが友情から実行できぬまま見捨てざるを得ない状況に追い込まれ、以来自責の念から厭世的な人生を歩んでいる。リルムはシャドウの実の娘であるが、物心が付く前にサマサの村に置いてきているため、リルム本人はそのことを知らない（中盤にサマサの村に立ち寄った際、パーティーから離脱する前にストラゴスとなんらかの会話を交わしている描写がある）。インターセプターがリルムに懐くのは、幼少期のリルムと暮らしていたことがあるからである。アクセサリー「かたみのゆびわ」を装備できるのはリルムの血縁者だからである。エンディングでは、崩れ落ちる瓦礫の塔に残っていった。PS版で追加されたエンディングムービー（シャドウが登場する場面）にはリルムの原画イラストを用いたフラッシュバックがある。
カイエン・ガラモンド（Cayenne Garamonde）
声 - 大友龍三郎
サムライ（Samurai） ドマ国出身 年齢：50歳 身長：178cm 体重：72kg 誕生日：1月3日 血液型：A型
好きなもの：伝統あるもの　嫌いなもの：機械　趣味：古武器集め　宝物：家族の肖像の入った懐中時計
必殺技：つばめがえし
ドマ国の剣士。サムライの風貌で一人称が「拙者」であり、語尾には「ござる」が付く。武器は刀。自分に厳しく戒律を重んじており、祖国ドマ王国にその身を捧げてきた彼にとって、国を出るということは命を捨てたと言っても過言ではない。ドマ王国の文明は、他の国と比べると非常に遅れをとっている。帝国のドマ侵攻の際、ケフカが毒を使用したことにより、妻のミナと息子のシュン、そして祖国を失う。以来、帝国に関わるものには人一倍恨みが強く、仲間として迎えられたセリスと初めて対面した時も「帝国の犬」と呼んで斬りかかろうとした。
苦手なものは機械。マッシュに急かされるままにガストラ帝国の魔導アーマーに搭乗するも、操縦方法が分かるはずもなく暴走させてしまうことがあった。複雑な機械を目にすると尻込みして避けようとするが、カイエン本人も気にしているらしく克服しようとひそかに勉強しているらしい。一方、手先は器用で造花を作れる。勇猛な侍として知られるが、幽霊も苦手で、マッシュ（ストーリーの進め方によってはシャドウも含む）と共に誤って魔列車に乗った際に幽霊から出された食事に手を付けるべきか悩む一面を見せる。精神的に侍らしいストイックな一面を持つ反面、露出の多い派手な格好をした女性には免疫がないらしく、酒場の踊り子の女性に対してしどろもどろになりつつ女性らしさの何たるかを説こうとするコミカルな一面もある。
物語序盤でも後半でも彼にまつわるイベントがいくつか存在するが、物語後半ではカイエンを仲間に加えるのは完全に任意である。
オリジナルコマンド「ひっさつけん（必殺剣）」により、剣に気をためることで強力な技を出せる。
北米版では名前が「Cyan（サイアン）」に変更されている。
ガウ（Gau）
声 - 村中知
野生児（Wild Boy） レテ川河畔出身 年齢：13歳 身長：163cm 体重：50kg 誕生日：4月5日 血液型：B型
好きなもの：キラキラ光るもの　嫌いなもの：洋服　趣味：大暴れ　宝物：捨てられた時に持っていた熊のぬいぐるみ
獣ヶ原で魔物と戯れる野生児。獣のような風貌をしているが純真な心を持っている。人間の身寄りがないままに魔物との暮らしが長かったため、人間に対しては意思の疎通はできるが会話がやや苦手で、口調は片言。武器は装備できない。
オリジナルコマンドは2つ。獣ヶ原でモンスターと戦っている際にその群れに「とびこむ」ことでモンスターの行動パターンを習得し、「あばれる」ことでそのモンスターになりきって戦う。しかし、一度「あばれる」コマンドを使うと、その戦闘時は操作不能になる。獣ヶ原にはほぼ全てのモンスターが出現し得るため、全て覚えさせるのは困難である。他のキャラクターと違って「たたかう」コマンドがないので「あばれる」攻撃がメインとなるが、「まほう」は（覚えれば）「あばれる」をやらずとも通常通り使える。
迷いの森の北西にある小屋に住んでいる男が、ガウの実の父親である。相当な難産でかなりの量の出血を伴ったらしく、血まみれになったガウを見て気が動転してしまい、ガウを悪魔の子と思い込んで獣ヶ原に捨ててしまった。母親は出産の際に死亡。それ以来父親は気が狂ったような状態になってしまい、小屋を訪れる人に訳の分からないことを言い続けるようになった。またストーリー後半では、成長したガウの姿を見せに行くというイベントがある。
セリス・シェール（Celes Chere）
声 - 桑島法子
ルーンナイト（Rune Knight） ベクタ出身 年齢：18歳 身長：172cm 体重：58kg 誕生日：3月10日 血液型：B型
好きなもの：アンティーク絵本　嫌いなもの：弱い男　趣味：シド博士の温室の世話、ローズトピアリー作り　宝物：シド博士から贈られた「セリス」という名のバラの株
必殺技：スピニングエッジ
常勝将軍と謳われたガストラ帝国軍の将軍。金髪で額に青鉢巻を巻き、緑のレオタードと白マントを着用した女性。武器は剣。
元々は孤児で、幼い頃から英才教育を施されてきたエリート。他人に、自分の弱気なところを見せようとしない勝気な性格。そのため自分より弱い男を嫌う。しかし、次第に帝国の方針に疑問を抱き裏切りを企てるが捕えられ、拷問を受けていたところをロックに助けられ仲間になる。ロックに救出されたことで彼に密かに惹かれていく。仲間になった時点では軍人らしい口調だったが、ゲーム前半の戦闘イベントをきっかけに女性らしい口調になっていき、以降は軍人らしい口調はほぼ消える。それと同調するように年頃の少女らしい面も見せるようになる。
気が強く、また素直になれない性格。ロックには見透かされており笑われたこともある。容姿はかなり美しいとの評判で、劇団の看板女優である「マリア」を狙ったセッツァーが「マリアより美人だ」と述べている。
ティナと同じく最初から魔法が使え、またレベルアップによって独自に魔法をいくつか覚える。
後半からはセリスが最初に操作可能でストーリー的にも中心的な役割を担うようになり、エンディングにも必ず登場する。
オリジナルコマンド「まふうけん（魔封剣）」を使って避雷針のように魔法を無効化・吸収し、自分のMPに換える能力を持つ。魔封剣発動中は敵の魔法だけでなく、味方の魔法をも吸収してしまう。全ての魔法が吸収できるわけではないが、魔法ではない攻撃の中にも吸収できるものが存在する。
セリスが魔導の力を持つのは、幻獣から取り出した力を注入した「人工魔導士」だからである。ケフカも同じ人工魔導士であるが、彼よりも後期の「作品」であるため、彼女に施した「魔導士化」の技術はいくらか進歩しており、ケフカより魔力で劣る代わりに精神面での侵食は見られない。
セッツァー・ギャッビアーニ（Setzer Gabbiani）
声 - 置鮎龍太郎
ギャンブラー（Gambler） 出身地不明 年齢：27歳 身長：175cm 体重：62kg 誕生日：2月8日 血液型：AB型
好きなもの：真剣勝負　嫌いなもの：腰抜け　趣味：ソリティア　宝物：ブラックジャック
必殺技：ブラッディカード
さすらいのギャンブラー。ギャンブルのスリルを何より好み、面白いことなら自分の命さえもチップとして平気で投げ出す男。顔や体の随所に刻まれた傷痕は、過去のギャンブルの結果としてつけられたものである。内部に自前のカジノを内蔵する、世界で唯一の飛空艇ブラックジャック号を所有する。ギャンブラーだけあって、武器もダイス（サイコロ）やダーツ、カードなどのギャンブル用具である。
オリジナルコマンド「スロット」でスロットマシンを回すことで出た目による多彩な攻撃ができる。また、平次の十手を装備することで所持金を投げて攻撃する「ぜになげ（銭投げ）」も可能。
彼にまつわるイベントは飛空艇関連のみであるが、物語後半でも飛空艇関連イベントのため必須加入キャラクターとなっており、エンディングにも必ず登場する。
ブラックジャック号は「世界で唯一の飛空艇」と噂されているが、過去にダリルという親友がおり、彼女が持つファルコン号と合わせて2台存在していた。しかし、ダリルは事故によって帰らぬ人となり、ファルコン号はセッツァーの手によって修理されダリルの墓に共に眠っていた。物語中盤でブラックジャック号は大破してしまうため、終盤ではダリルのファルコン号を甦らせる。
後の『キングダム ハーツII』に登場するFFキャラクターの中では唯一SFC作品からの登場で、また『ディシディアファイナルファンタジー』においてデュエルコロシアムの説明役として登場した際に『キングダム ハーツII』のセッツァーは「フヌケ」呼ばわりされている。
ストラゴス・マゴス（Stragus Magus）
声 - 緒方賢一
青魔導士（Blue Mage） 隠れ魔導師の村サマサ出身 年齢：70歳 身長：151cm 体重：43kg 誕生日：6月13日 血液型：O型
好きなもの：モンスター　嫌いなもの：年寄り扱い　趣味：着ぐるみ作り　宝物：モンスターの着ぐるみコレクション
必殺技：セバーソウル
魔導士の血を引く老人であり、魔導士の歴史を知る人物。武器はロッド。語尾に「ゾイ」をつけて話すことが多い好々爺。先祖の魔導師たちが辿ってきた負の歴史ゆえ、最初に帝国の調査団が訪れた時は非協力的な態度を見せるが、火事に巻き込まれたリルムの救出に手助けをしてもらって以降協力的になる。かつてはモンスターハンターとして活躍しており、伝説の怪物ヒドゥンを追っていた。初対面の際のイベントで通常の魔法を使うシーンがあるが、戦闘時のコマンドにおいては通常の魔法は使えず、レベルアップでも覚えない。
仲間になる時期は他キャラクターに比べてかなり遅く、かつ物語後半でも仲間に加えるかは任意となっている。
敵の特殊攻撃を見ることで習得（ラーニング）し、「おぼえたわざ（覚えた技）」、（青魔法）として使用できる。『FFV』とは違い、自ら食らわずともラーニングが可能。
北米版では名前が「Strago（ストラゴ）」に変更されている。
リルム・アローニィ（Relm Arrowny）
声 - 悠木碧
ピクトマンサー（Pictmancer） 隠れ魔導師の村サマサ出身 年齢：10歳 身長：153cm 体重：40kg 誕生日：9月9日 血液型：B型
好きなもの：卵ふわふわのメープルシロップのパンケーキ、大きい人　嫌いなもの：毛虫、怖い人、苦い風邪薬　趣味：お絵描き、リボン集め　宝物：母親お手製のリボン
必殺技：スタープリズム
ストラゴスの下で孫娘として育てられている孤児の少女。親に捨てられたということで、なかなか心を開こうとしない。毒舌家で口が非常に悪いが思いやりは深い。「大きい人」が好きで、マッシュに懐いている。
絵を描くことに天性の才能を持つ。武器は絵筆。オリジナルコマンド「スケッチ」も生まれ持った絵の才能と、ストラゴスのラーニングを真似しているうちに編み出した技で、モンスターをスケッチすることで、実体化させたモンスターが有する特殊能力を使うことができる。モンスターによってスケッチの成功率に違いが出ることがある。また、アクセサリ「だんちょうのヒゲ」を装備することでスケッチした敵を直接「あやつる」ことが可能になる。
ストラゴスと同じく初登場がかなり遅く、かつ物語後半でも仲間に加えるかは任意のキャラクターである。
パラメーター上は、初期魔力がパーティ中で一番高い。
モグ（Mog）
声 - 諸星すみれ
モーグリ（Moogle/Moglie） ナルシェ出身 年齢：11歳 身長：122cm 体重：43kg 誕生日：5月11日 血液型：黒足アヒル型（本人の弁）
好きなもの：撫でてくれる人　嫌いなもの：尻尾を触る人　趣味：歌と踊り　宝物：モルルのくれたお守り
必殺技：モーグリらんぶ（乱舞）
ナルシェの炭坑に住むモーグリの1匹。ナルシェのモーグリ族のリーダーで、夢に現れたラムウの教えにより唯一人間の言葉を話すことができる（語尾に「クポ」が付く）。普段の一人称は「ぼく」や「ボク」だが、ウーマロの前では「おれ」になる。武器は槍。世界崩壊後は世界で生き残った最後のモーグリとなる。
初登場はストーリーの冒頭で、ティナを救出するためにモーグリの仲間たちと共にロックの手助けをしてくれるが、この時点でのモグはまだ人間の言葉を話せず、炭鉱に住む11匹のモーグリ族の中の1匹としての登場。そのため名前入力も行われず、ゲストキャラクター的な扱いとなっている（ただし装備を外すことは可能で「おどり」の習得や「おどる」コマンドの使用も可能）。また途中のシナリオ分岐点でセーブポイントを作ってくれるマスコットキャラクターとしても少しだけ登場するが、この時のモグは全能力値が12で装備もコマンドもないなど、本来のモグとはステータスが異なっている。
後に正式な仲間にできるイベントは2種類あるが、どちらもストーリーの本筋には関わらない任意のイベントとなっている。登場時期自体はかなり早いが、ゲーム序盤での強制ゲスト参加以降は一度も仲間にしないことも可能。
戦ったことがある場所の地形に応じた「おどり」を習得していき、それを「おどる」ことによって様々な攻撃や戦闘補助などができる。踊りと地形が異なる場合には周りの背景まで変更されるが、この際変更に失敗するとつまずいてしまう。一度「おどる」コマンドを使うと、その戦闘中は（途中で地形が変わってつまずかない限り）ずっと踊り続ける。例えば洞窟内での戦闘を経験すると「やみのレクイエム」といったように対応した踊りを覚えるが、上記の「1回目のイベント」で仲間にしておかないと戦闘を経験できなくなる地形もある（GBA版ではこの場合も一度のみチャンスが追加されている）。
なお、SFC版当時の公式攻略本では、モーグリの綴りが「Moogle」ではなく「Moglie」と表記されている。
ゴゴ（Gogo）
ものまね士（Mimic） 謎に包まれている 年齢不詳 身長：166cm 体重：60kg（推定） 誕生日・血液型：謎に包まれている
好きなもの・嫌いなもの・宝物：謎に包まれている　趣味：ものまね
必殺技：おしおきメテオ
小三角島に生息するモンスターの体内にあるダンジョンに住んでいる人物。武器はロッド。男なのか女なのか、そもそも人間なのかすらも分からない謎のものまね士。物語終盤でのみ登場し、ものまね士の本分に従い、目の前に現れた主人公たちの「世界を救う旅」のマネをするために仲間に加わる。前作『FFV』にも「ゴゴ」という同名のボスキャラクター（職業も似ている）が登場しているが、関連性は不明。
前作『FFV』のジョブ・ものまね士と同じく、前の人がとった行動をまねる「ものまね」を持ち、その他の3つのコマンドは空欄である。この空欄に他の仲間が持つオリジナルコマンド（一部を除く）を付けて使用することが可能で、対応したアクセサリによるコマンドの変化も可能。魔石は装備できないため召喚を使えないが、他のキャラクターが召喚した直後にものまねを使えば可能。また、自らは魔法を習得できない（魔法習得可能な装備品を装備しても魔法習得値を得られない）ものの、その代わりパーティ内の他の仲間の中に、1人でも習得者がいる魔法なら、全て使用できる。なお、「たたかう」が「まほう」に変化する狂信者の塔内では、「まほう」ではなく「たたかう」コマンドを装備していないと魔法を使用できない（ただし、ピクセルリマスター版のみ「まほう」コマンドを付けるだけで使用可能）。
初登場が物語の終盤であり、そのイベントも完全な任意であるため、進行次第では最後まで登場しない。
ウーマロ（Umaro）
雪男（Yeti） ナルシェ北方出身 年齢：4歳（数え始めてから） 身長：209cm 体重：198kg 誕生日：9月9日 血液型：赤い（本人の弁）
好きなもの：骨　嫌いなもの：毛虫　趣味：骨彫刻　宝物：愛用の棍棒（ベヒーモスの骨製）
ナルシェの炭坑に住む雪男。物語序盤でもその姿を見かけることはできるが仲間になるのは物語終盤で、初対面時は敵として登場する。会話は上手くできず口数も少ないが、モグを「親分」と慕いその命令には忠実に従っている。一見ただの乱暴者に見えるが、骨彫刻を愛する芸術家でもある。
仲間にするイベントは任意であるため、進行次第では最後まで登場しない。
常にコマンド入力不可状態のため命令ができず、基本的にはオートでひたすら殴って攻撃するだけだが、特定のアクセサリを装備することで行動パターンを増やすことが可能。
アクセサリのみ自由に付け替えができるが、武具の装備は固定されており、変更はできない。また、魔石も魔法習得可能な武具も一切装備不可能（例外として「呪いの指輪（通常はデジョン習得可能）」などのアクセサリは装備できるが、ゴゴ同様に魔法習得値を全く得られない）なため、魔法を覚えることはできない。MPの数値は存在するものの、MPを消費することでクリティカルヒットになる武器なども装備できないので、アスピルで他のキャラクターが吸収する以外ウーマロのMPには意味は無い。

### 一時的に仲間になるサブキャラクター
これらのキャラクターは装備を変更することができない。
ビックス&ウェッジ（Biggs&Wedge）
帝国兵（Empire Soldier）
オープニングでティナを連れてナルシェに侵攻した2人組の帝国兵。2人は親友で同僚であり、彼らはティナと違い魔導アーマーの機能を完全に使いこなせていない。魔導アーマーに搭乗して「まどう」コマンドで戦う。ヴァリガルマンダと対峙した際に消滅させられてしまう。
北米SNES版のみビックスの名前の綴りが「Vicks」となっているが、後の移植版では変更された。
なお、『ファイナルファンタジーVII』や『ファイナルファンタジーVIII』などにも同名のコンビが登場するが、本作のみ表記が「ビッグス」ではなく「ビックス」となっている。
モーグリたち（Moogles）
モーグリ（Moogle）
序盤でティナがナルシェのガードたちに捕らわれそうになった時、ティナを救いに来たロックを擁護してくれたモーグリたち。モグも一軍を率いてガードと戦う。彼らはオリジナルコマンドを持っていないが、様々な武器を使いこなし、同じモーグリでも非常に個性豊かな戦いを披露する。世界崩壊後はモグを除く10匹全員が死亡した。
全てのモーグリたちに名前が付いており、さらに北米SNES・PS版、そして北米GBA版でもそれぞれ名前が異なっている。以下、括弧内は北米SNES・PS版、北米GBA版の順に記載。日本語版の名前については正式なアルファベット表記がない。
- 第1チーム
モグリン（Kupek / Moglin）武器はミスリルスピア。また、防具としてモグ以外のモーグリ全員がバックラーを装備している。
モグプウ（Kupop / Mogret）武器はモーニングスター。
モグッチ（Kumama / Moggie）武器はミスリルクロー。
- 第2チーム
モルル（Kuku / Molulu）武器はチェインフレイル。初期レベルが高いモグとは対照的に、モーグリたちの中では格段にレベルが低い。モグの恋人であり、彼女の名を冠した「モルルのおまもり」というモグ専用アクセサリが存在する。
モグタン（Kutan / Moghan）武器はミスリルソード。
モグール（Kupan / Moguel）武器はえんげつりん。
- 第3チーム
モグシン（Kushu / Mogsy）武器はチョコボのふで。第3チームのリーダー。
モグポン（Kurin / Mogwin）武器はミスリルスピア。
ムグムグ（Kuru / Mugmug）武器はミスリルソード。
ズモモグ（Kamog / Cosmog）武器はブーメラン。本来ゲストキャラクターの装備は外せないが、ゲーム後半開始時、このズモモグが装備していたブーメランとバックラーのみが強制的に外され、パーティのアイテム欄に1つずつ加わってしまうという現象がある。

バナン（Bannan）
神官（Oracle） 年齢：54歳 身長：172cm 体重：70kg 誕生日：10月23日 血液型：A型
好きなもの：平和 嫌いなもの：秩序なき混沌 趣味：読書
ガストラ帝国への反抗組織「リターナー」を統括するリーダー。エドガーが引き合わせたティナに協力を依頼する。ゲーム序盤に一時的にパーティに加わり、最重要人物という立場から仲間に戦闘可能な状態のメンバーがいてもバナンが倒れると即ゲームオーバーになってしまう。世界崩壊後は消息不明。
オリジナルコマンドで「いのる」ことによりパーティ全員のHPを回復させる能力を持つ。
北米版では名前の綴りが「Banon」に変更されている。
 ??????
幽霊（Ghost）
好きなもの：天国 嫌いなもの：地獄 趣味：浮遊
魔列車内に浮遊する幽霊には、好戦的な幽霊が多いが、中には道具を売ってくれる者や味方になって付いてくる者もいる。期間限定の助っ人で、シャドウがパーティにいない限り2体まで補充できる。ただし、2体目のステータスは1体目よりもはるかに低下したものとなる。
オリジナルコマンドは相手を一撃必殺する「とりつく」。ただし、使用すると同時に自身もパーティから離脱する。なおアンデッドモンスターと同様の特性を持っているため、戦闘中のHP回復はデスで即死させるなどしかないが、仲間になる段階ではデスなどの即死攻撃を行えるキャラクターがいないので実質不可能である。戦闘不能状態から復帰させる手段もないため、戦闘時に倒れるとそのままパーティから抜ける。なお、これは固定装備である死者の指輪の影響であり、メニュー画面ではポーションで回復させることが可能である。最後まで生き残った場合も、先頭車両に到着した時点でパーティーから去ってしまう。
レオ・クリストフ（Leo Cristophe）
声 - 菅原正志
将軍（General） 年齢：30歳 身長：188cm 体重：83kg 誕生日：7月8日 血液型：O型
好きなもの：騎士道 嫌いなもの：卑怯な事 趣味：音楽鑑賞
正々堂々の勝負を重んじる武人で、部下たちに対しても威張り散らさず静かな物腰で接する人格者。作中でも大儀のために死に急ごうとする部下を「お前にも家族は居るだろう」と諭すシーンがあり、部下たちからの信頼は非常に篤い。その場面を目撃したマッシュからは「帝国の者にしては分別のある男のようだ」という印象をもたれていた。リターナーでは帝国軍唯一の理解者とされ、妻子を殺した帝国を憎悪するカイエンですらレオには一目置いている。ティナも人間の愛情を理解できず葛藤する様子を諭されており、後にレオが戦死した際には墓前で「もっとあなたから色々なことを教わりたかった」とその死を嘆いている。
帝国がリターナーと和解した後、主人公らと協力関係になりイベント戦闘で一時的に操作することができる。ケフカと戦い勝利するかに見えたが、卑劣な騙し討ちにあって命を落とすことになる。その後、サマサの村の片隅に彼の墓が建てられた。
オリジナルコマンドで、剣にためた気を「ショック」として解放することで敵全体を攻撃することが可能。なお、敵がこの技を使用することは無いが、ガウの「あばれる」で特定の敵を選ぶと、ガウがこの技を使用する。

### ガストラ帝国

#### 人間
ガストラ（Ghastra）
皇帝（Emperor） 年齢：50歳、あるいは72歳 身長：179cm 体重：71kg 誕生日：10月26日 血液型：B型
好きなもの：権力 嫌いなもの：人に従う事 趣味：絵画収集
ガストラ帝国の皇帝。魔大戦後に人間界に魔法の力を再び持ち込んだ張本人。600年以上の歴史を持つ軍事参謀の家系に生まれており、父親も軍事参謀で、59年前のクーデターに深く関与した。20年前に皇帝に即位し、カリスマ性を発揮した。
世界中から学者を帝国に招き、幻獣と魔導の力を研究。15年前に遂に幻獣界を発見、幻獣の力を欲して幻獣界へ侵攻するも、「門」を封印され追放されてしまう。しかし共に吹き飛ばされてきたマドリーヌが連れていた生まれたばかりの赤子であったティナに目をつけ、魔法の力を得ることに成功。ティナを連れ去ろうとしたところをマドリーヌに邪魔されるが、非情にも彼女を撲殺した。以降、ティナと誘拐した幻獣たちを研究し、ガストラ帝国は魔導技術が進展。ガストラは世界中の国々を圧倒する力を手にし、各国への軍事侵攻を本格化する。
そして再び幻獣界の門をケフカに開かせるが、暴走した幻獣たちによって帝国首都ベクタは甚大な被害をこうむり、一時は自らの非を認めリターナーや幻獣らと和解すると発言し会食を望んだ。だが、それは幻獣の力を手に入れるための罠であった（リターナーの面々には信用されていなかった）。最終的には幻獣界入りし、魔大陸を上空に復活させて「三闘神」を手中に収めるが、自らの「作品」であるケフカがセリスに刺されたことに錯乱・逆上し暴走。彼女たちを殺害するために、「三闘神」の均衡を崩しその力を解放しようとしたことを止めようとしてケフカとの仲違いを引き起こす。「三闘神」の力を使用することを止めようとしないケフカを処刑しようとするが、「三闘神」に自らの魔導の力を無力化されてしまい、ケフカの激しい攻撃から必死に逃げ回るも落雷魔法が直撃して致命傷を負う。最後はケフカから「役立たず以下だからだー」と嘲笑われ、「恐怖が世界を覆うぞ」と言い残して、魔大陸から突き落とされて死亡した。
魔大陸のイベント時には裏切りの意思を見せたケフカにメルトンやフレア、ファイガなど高位の魔法を放とうとするシーンがあるが、「三闘神」の像によってその攻撃を無効化された。
北米版では名前の綴りが「Gestahl」に変更されている。
ケフカ・パラッツォ（Cefca Palazzo）
声 - 千葉繁
大魔導士 年齢：35歳 身長：167cm 体重：48kg 誕生日：11月19日 血液型：AB型
好きなもの：鏡　嫌いなもの：レオ将軍　趣味：人形遊び
帝国の魔導士で本作の最終ボス。劇中の序盤から終盤まで要所要所で登場する。
道化師のような異質なメイクを施している。ガストラ直属の部下であり、レオとほぼ同等の地位にあるが、人格者として信頼の厚い彼のことは激しく嫌悪している。ティナを洗脳して操っていた張本人。
シドの魔導研究における人工魔導士の最初期の「作品」であり、魔法の能力は非常に優れているが、副作用として精神の均衡を失っており、幼稚性と残虐性、破壊衝動を秘めた危険人物と化してしまった。エドガーがティナを匿っていると見るや同盟を結んでいるにもかかわらず、フィガロ城に火を放ったり、自国の捕虜がいると知った上でドマ国に対して猛毒を使用したりと、目的のためならばどんな非情・卑劣な手段を何の躊躇いも無く行動する。これは任務や使命に忠実というわけではなく、あくまで自己中心的であらゆる破壊活動に喜びを感じているため。その言動は子供じみており、非常に逆上しやすく気に入らないことがあると相手が敵味方だろうが、構わず罵倒し喚き散らす．さらに人格が崩壊しており、口調は状況により丁寧語だったり、乱暴だったり、幼児語だったり、一人称も「わたし」「私」「俺」「俺様」「僕」「ぼくちん」などと統一されていない。
その一方でガストラから（駒として）絶大な信頼を得ており、他国への侵攻と並行して各地で幻獣捕獲の任務にも当たってきたが、本人に忠誠心などは皆無でガストラに対しても表面上の敬意でしかない事実上の面従腹背であり、全ては自分の欲求を満たすためでしかない。
「カスめ!」「つまらん」が口癖で独占欲と支配欲が異常なまでに強く、卑劣な手段を好んで使い、部下を道具としか見ていないため、レオとは違い部下からの信頼はゼロに等しい。リターナーとの和解の際は大勢の兵士から非難を浴びている。
ガストラの腹心として対リターナー戦の前面に立ちロックたちと敵対。ロックたちが帝国首都ベクタを訪れた際はドマ国に毒を流した罪状でガストラから死刑を言い渡され投獄される。だが実はこれはリターナーを利用するために用いたガストラの策謀であり、改心したふりをしてリターナーと幻獣を油断させ、幻獣と三闘神の力を入手しようとしただけだった。投獄された時点ではケフカ本人はこのことを知らず、牢屋に入れられた際は長々と愚痴っていた。幻獣が暴走した際はガストラの策略で別働隊として動き、和平のためにサマサの村に現れた幻獣たちの命を奪い次々と魔石化する。その強大な力を独占して調子に乗った彼は制止に入ったレオを卑劣な罠にかけて惨殺、ガストラに同行して魔大陸に向かう。魔大陸浮上前は「魔導帝国ケフカの建国」「（ガストラの命令で）セリスと子作りをして最強の魔導士を生み出す」と語っていたが、魔大陸浮上後にはすぐにその目的はどうでもよくなり、世界を統べようとするガストラとは違い、世界を破壊しようとしたために魔導の創造主である三闘神の扱いを巡って対立。ガストラの魔法を三闘神の力を利用して防ぎ返り討ちにした。そして、瀕死のガストラを魔大陸から蹴り落として殺害する。三闘神を目覚めさせて世界崩壊させ、己の魔力で瓦礫を集めた「瓦礫の塔」を建造し、最上階に居を構え、焦土と化した大地に神として君臨する。自分に逆らう者がいれば「裁きの光」と呼ばれる魔法で町毎燃やし尽くすケフカを人々は「神」と呼び恐れるようになる。
本作の最終目的は、散り散りになってしまったかつての仲間たちと合流し、瓦礫の塔に君臨するケフカを倒すことにある。
瓦礫の塔建設時には魔導の創造主である三闘神の魔法の源の力を吸い取り更なる力を手に入れており、瓦礫の塔では三闘神はティナたちと戦うことになるが、魔法の源の力を吸い取られていたことから抜け殻同然となって弱体化しており、三闘神を倒しても魔法の力は消えなかった。
最終決戦前は入手した力を見せつけティナたちを見下し、問答を行った後にティナたちに最終決戦を挑む。最初は三闘神の力を具現化した像の「神々の像」をけしかけ、それらが敗れると光り輝く天空で神と化し、ティナたちを迎え撃つ。最後はティナたちに敗北して、吸収した三闘神の力と共にこの世界から消え去った。
序盤から登場が多く『FF』シリーズでは珍しく笑う時だけ効果音が出て独特の笑い声を響かせる。
北米版では名前の綴りが「Kefka」に変更されている。
『ディシディア ファイナルファンタジー』にもプレイアブルキャラクターとして登場。強い力を持ったティナを執拗につけ狙い、ティナとの対決の際には本作最終戦前に語ったやり取りを見せる。またティナからは「壊れた心を破壊活動で埋めようとしていたの？」と同情らしきものを抱かれていた。
レオ・クリストフ（Leo Cristophe）
→一時的に仲間になるキャラクター
セリス・シェール（Celes Chere）
→主人公
シド・デル・ノルテ・マルケズ（Cid Del Norte Marguez）
発明家 年齢：46歳 身長：163cm 体重：60kg 誕生日：5月27日 血液型：B型
好きなもの：瞑想、学問　嫌いなもの：世俗事（特に金）　趣味：新種の植物の栽培
帝国の科学者。ガストラが幻獣界に侵入し幻獣をさらってきてからは魔導研究所所長として研究を一手に任されている。人工魔導士としての英才教育の関係でセリスを幼い頃から知っており、孫のように思っていた。そのため、ケフカに脅されセリスを魔導戦士として育て上げたことを悔やんでいた。世界崩壊後は孤島にてセリスを目覚めるまで介抱していた。今作のシドは飛空艇とは直接的な関係はないが、セッツァーに対して飛空艇の性能について意見を述べるサブイベントが存在する。
世界崩壊後は孤島でセリスを助けたが、自身も病気になってしまう。ここではイベントの進め方次第では病死してしまうが、上手く進めれば完治する。
ビックス&ウェッジ
→一時的に仲間になるキャラクター

#### 兵器
ガーディアン
帝国が誇る最強の機械兵器。ベクタの防衛についておりこの時点で戦うことが可能だがダメージが通らず勝てない。またサマサの村襲撃時にもレオを操作して戦えるが同じく勝てない。まともに戦えるのはラストダンジョンでの戦いであり、この時にようやくダメージが通り決着をつけることが可能となる。
エアフォース
帝国空軍（インペリアルエアフォース）に所属する飛行能力を持った機械兵器。魔大陸の周辺を防衛しており主人公たちと空中戦を展開する。

### その他のサブキャラクター
レイチェル（Rachel）
コーリンゲンの村の住人で、ロックのかつての恋人であり、周囲から「泥棒」と呼ばれるロックの生きざまを理解して「トレジャーハンター」と呼んだ唯一の人間でもある。ロックと宝探しの最中に崖から落ちそうになったロックを身を挺して救った際に自身が崖から落ち、記憶喪失となるが、その1年後にコーリンゲンが帝国軍の攻撃に遭ってしまった際に記憶を取り戻してロックのことを思い出し、最期までロックの名を呼び続け、村人に「彼が村を訪れたら愛していると伝えてほしい」と告げて息を引き取った。死後、遺体はコーリンゲンの村に住む怪しい老人が偶然作り出した薬の効果により生前と変わらぬ姿のまま老人のいる家の地下室に安置されていたが、ヒビが入っていた魔石「フェニックス」の力で一時的に蘇り、ロックに思いを伝え、「心の鎖を断ち切ってあなたの心の中にいるその人を愛してあげて」と諭し、最後はフェニックスの魔石を完全復元して消滅した。
ダンカン・ハーコート（Duncan Harcourt）
マッシュが師事していた格闘家。コルツ山で息子のバルガスやマッシュと修行に励む。マッシュの武術の師であると共に人生の師でもある。奥義継承者がマッシュになったことに腹を立てたバルガスに殺害されたと思われていたが、実は生存しており崩壊後の世界でマッシュと再会し、奥義「夢幻闘舞」を授ける。
マッシュの人生の師でもあり、マッシュの豪胆な性格は彼譲りである。世界崩壊後にマッシュと再会した際には「例え裂けた大地に挟まれようとも、己の力でこじ開ける！」と豪語してのけるが、後にマッシュも全く同じことを言う。夢幻闘舞はマッシュのレベルを上げることでも修得が可能。
バルガス（Vargas）
ダンカンの実の息子であり、マッシュの兄弟子。格闘家として才覚ある人物だったが、傲慢で粗暴、かつ短気で、父が奥義継承者をマッシュにしたと勘違いしたことがきっかけで殺害して逃亡。コルツ山にてティナ一行をマッシュの手の者と誤解して襲い掛かる。
戦闘の最中、突如現れたマッシュがティナたちに加勢するが、独自に編み出した奥義でマッシュ以外を吹き飛ばしてしまい、マッシュと一騎討ちになる。
ダンカンの妻（ダンカンのつま）
コルツ山に修行に行ったまま戻って来ないダンカンをサウスフィガロの家で帰りを待つ女性。夫の留守を守り静かに暮らしている。
ダリル（Daryl）
セッツァーの親友で、良きライバルでもあった女性であり、飛空艇ファルコンの本来の持ち主でもある。スピードを追い求め、危険であることを承知の上で「世界で一番近く星空を見る女になる」という夢を抱いてテスト飛行に出かけるが、不慮の事故によりそのまま帰らぬ人となる。
オルトロス（Orthros）
声 - 小野坂昌也
タコのような姿の魔物。ストーリー序盤のレテ川に登場し、その後も何度も主人公たちを邪魔するべく現れる（計4回戦う）。妙な方言（主に関西弁、讃岐弁まじり）を喋り、かわいい女の子（ティナ）には火あぶりにされても茶々を入れる余裕を見せるが、筋肉質の男（マッシュ）には殴られただけで怒る。世界崩壊後はどこからかの借金が返せなくなったらしく、コロシアムの受付でアルバイトをしている（完済まで100年らしい）。オルトロス3戦目前の会話でジークフリードの名を挙げている。リムル曰く「オルちゃん」。
名前の由来はギリシア神話に登場する犬のオルトロスから。『チョコボの不思議なダンジョン2』や『ファイナルファンタジーXII』『ファイナルファンタジーIV THE AFTER 月の帰還』『ファイナルファンタジーXIII-2』にも登場する。
北米版では名前の綴りが「Ultros」に変更されている。
テュポーン（Typhon）
中盤でオルトロスと共に登場し主人公たちの邪魔をするモンスター。尻尾の部分にも顔がある。オルトロスからは「大先生」と呼ばれている。特技の「鼻息」で戦闘を強制終了させてしまうので、決着をつける機会は無い（強引に倒してしまうことも可能だが、倒してもストーリーは鼻息で吹き飛ばされて中断した時と同じように進む）。オルトロスいわく無口らしい。作中では「フンガーーー!!」と一言だけ喋る。オルトロスは寝ぼけて頭をかじられたことがあるらしい。
崩壊後はオルトロスと共にコロシアムで姿を見ることができる。コロシアムにおいては、ポーションなど入手が容易なアイテムを賭けると現れ、ほとんどの場合、戦闘開始直後に鼻息を使ってくるため倒すのは困難（なお、この際は賭けたアイテムはそのまま戻ってくる）。絶対に勝てないわけではないが、勝てるかどうかは運の要素が強い（倒せばエリクサーが貰えるが、この場合は掛けたアイテムは戻らない）。この情報はコロシアム受付にいるオルトロスからも聞ける。
書籍では川に生息する魚の一種だとされている。名前の由来はギリシア神話に登場する魔神のテュポン。北米版では名前の綴りが「Chupon」に変更されている。
『ファイナルファンタジーVII』『チョコボの不思議なダンジョン』『ディシディア ファイナルファンタジー』「ファイナルファンタジー レコードキーパー」では召喚獣として登場する。その時に行使する技はジハードと同じ「天地崩壊」であるが、こちらは味方へのダメージはない。また、『ファイナルファンタジーXIII-2』では、オルトロスと共にDLCにて2012年3月27日から配信されたコロシアムにて敵として登場し、仲間となることもある。
ジークフリードの偽者（ジークフリードのにせもの）
神出鬼没の剣士。魔列車や大ミミズの巣でロックたちの前に現れては宝を持ち去って逃げて行くが、これは彼の名を騙った偽者。実力も本物には遠く及ばず、せこくて弱い。
ジークフリード
自他共に認める世界一の剣士で本物のジークフリード。世界崩壊後に竜の首コロシアムに姿を現し、ラストエリクサーを賭けた時のみ剣を交えることができる。最近、自分の名を語る偽者が出て来ていることを知り、主人公たちに注意を促してくる。
オヤジ
息子に愛情を持たないドマ国の北の外れに住む男。ガウの実父で、出産による出血多量の妻と血塗れの嬰児を見て正気を失い、ガウを悪魔の子と思い込んでそのまま獣ヶ原に捨てた過去を持つ。それ以来精神を病み自分の小屋を訪れる者におかしなことばかり言うようになった。世界崩壊後にマッシュの手引きでガウと再会を果たすが、正気を失っているためにガウが自分の子だと最後まで気付かない。その心無い言動にマッシュは怒りを隠せなかったが、当のガウは父が生きているだけで幸せだったと語る。
アウザー
シドールの町の大富豪。美術品のコレクターで特に絵画を好んで収集している。世界崩壊後にリルムの噂を聞き、リルムに女神ラクシュミの絵を描くことを依頼するが、オークションで落札したラクシュミの魔石の影響で屋敷に多数の魔物が集まって来てしまい、沢山の絵に魔物が取り憑き、一番大事にするはずだったラクシュミの絵までも悪霊チャダルヌークに取り憑かれてしまい、訪問して来た主人公たちにラクシュミの絵を助けるよう頼んだ。危うく命を落としかけたが、主人公たちのおかげで無事に悪霊は倒され、ラクシュミの絵も救出された。リルムが仲間に戻る際も「いつか絵を描き上げてほしい」ことを伝え、快諾された。世界崩壊以前から子供を屋敷に出入りさせており、子供好きな一面が語られている。
神官長（しんかんちょう）
長きに渡りフィガロ王国に仕え双子を見守って来た老女。エドガーとマッシュが幼い頃から彼らの面倒を見ており、先王の死後に城から姿を消したマッシュの安否を気に掛けている。現在は王位を継いだエドガーの相談役。立場はかなり強く、エドガーとマッシュを呼び捨てている。
ジーサン
怪しげな薬を製作してコーリンゲンで暮らす変わり者の老人。死者を生前の姿のまま保存する薬を偶然製作した。知り合いのロックが幻の秘宝を持ち帰るまでレイチェルの亡骸を自分の家の地下室に保管している。これについてはロックに借りがあることを述べており、それを返す意味でも引き受けたという。
ガンホー
サマサの村で一番の猟師。ストラゴスの親友。若い頃にストラゴスと共に魔物ヒドゥンを狩ろうとして諦めた。リルムに頼まれ、ヒドゥン退治を諦めていたストラゴスのやる気を出させるため、ヒドゥンとの戦闘で負傷したと嘘をつき、ストラゴスに再び打倒ヒドゥンを決心させようと計画する。
ドマ王（ドマおう）
カイエンが支える東方の王国ドマを治める王。本名不明。ガストラ帝国の横暴を黙認できず、リターナーに協力したがそれがガストラの逆鱗に触れ、ガストラ帝国との戦いが勃発した。籠城戦の際にケフカが水に混ぜて流した毒で死亡した。
ミナ
カイエンを支え続けたカイエンの妻。ケフカが水に混ぜて流した毒で息子シュン共々死亡した。死後もカイエンの夢の中に現れ、心に迷いのある夫を励まし、彼が真の侍になるために手助けする。カイエンが魔列車から降りた際にシュンと共に幽霊の姿で現れ、カイエンと再会する。
シュン
父カイエンを心から尊敬する息子。家族3人でドマ城で暮らしていたが、ケフカが水に混ぜて流した毒で母ミナ共々非業の最期を遂げる。何より父に褒められるのが好きで、剣の稽古や魚釣りといったカイエンとの思い出を大切にしていた。
インターセプター
シャドウと共に世界を放浪する犬。影のようにシャドウに付き従う。シャドウとは旅を共にするだけでなく、主人の窮地をロックたちに知らせるなど、固い信頼関係で結ばれている。シャドウ以外には決して懐かないが、リルムに対しては心を開く。
ビリー
シャドウのかつての相棒。シャドウがクライドと名乗っていた当時、一緒に列車強盗をしていた男。重傷を負い、シャドウに「止めを刺してくれ」と懇願するも置き去りにされた。自分を苦しみながら死なせたと、シャドウの夢の中で責め続ける。
ダンチョー
オペラ座の劇団長。オペラ座で芝居を行い、劇団員から「ダンチョー」と呼ばれている。花形女優マリアがセッツァーに狙われて困っていた時にロックたちと出会い、彼の提案でセリスを代役に仕立て上げて公演を行う。
マドリーヌ
幻界に迷い込んだ女性。人間界に嫌気が差し嵐の中を彷徨っている内に幻獣界へ足を踏み入れた。幻獣マディンと恋に落ちてティナを授かるも、幻界へ攻め込んだガストラに我が子を取り上げられ、命を絶たれる。
こそドロ一匹オオカミ（こそドロいっぴきオオカミ）
ナルシェの宝を狙うこそドロ。フィガロ城の牢に捕らわれていたが、いつの間にか脱出した。ナルシェで盗みを働いていた所をロックたちに見つかり逃亡するも、逃げられないと見るやモグを人質に取って最後の抵抗を試みる。その際、主人公がモグを助けるか、金の髪飾りを取るかの2択を迫られる。
ローラ
マランダの町で、戦争に駆り出された恋人の安否を気遣う女性。世界崩壊後、恋人が命を落としたと察しながらも、彼に手紙を送り続けていた。恋人に成り代わり返事をくれた者（カイエン）の優しさに触れ、心を癒されていく。
負傷兵（ふしょうへい）
帝国軍から脱走した男。マランダの町出身だが、マランダの町が帝国に占領されたため、帝国軍の兵士となった。ローラの恋人で本名不明。軍から脱走するも重傷を負い、モブリズの村へ身を隠していた。故郷のローラを想い手紙を書きたがっていたが、腕の傷が酷くなってペンを握ることすらできず、カイエンに自分の代わりに手紙を書いてもらうよう頼む。その後ケフカの裁きの光から村の子供を庇って命を落とす。
ディーン
モブリズの村の若者。ケフカの裁きの光で村が壊滅し孤児となり、ティナや他の孤児たちと暮らす。
恋人のカタリーナを身籠らせてしまい、動転する余り彼女を避ける態度を取り、セリスたちがティナを迎えに現れるや、彼女が自分たちのもとを離れることを恐れて声を荒げるなど、精神的に未成熟な態度が目立つ。

### 幻獣
ラムウ（Ramuh）
雷を司る幻獣。イフリート、シヴァとは兄弟に当たる存在。ガストラ帝国に捕らえられていたが逃亡に成功し、ゾゾの街に潜んでいた。幻獣の中では比較的人間の老人に近い姿であり、潜伏しているゾゾの街も浮世離れした場所であることから、周囲からは怪しまれないらしい。暴走したティナに付き添っていたが、主人公たちがガストラ帝国と戦っていることを知り、自ら魔石となって力を貸す。杖から放つ電気で敵を感電させる「裁きの雷（いかづち）」を行使する。
イフリート（Ifrit）
炎を司る幻獣。ラムウ、シヴァとは兄弟に当る存在。魔導の力を吸い尽くされ、ケフカによってゴミ捨て場に捨てられた所をパーティが発見、一度はパーティに襲い掛かるが、パーティからラムウの力を感じ取り、自らの命が残りわずかと悟って自ら魔石化、パーティに力を貸す。高エネルギーを熱に変え、灼熱の業火で敵を焼き尽くす「地獄の火炎」を行使する。
シヴァ（Shiva）
氷を司る青い肌の美女の幻獣。ラムウ、イフリートとは兄弟に当る存在。魔導の力を吸い尽くされ、ケフカによってゴミ捨て場に捨てられた所をパーティが発見、一度は襲い掛かるがパーティからラムウの力を感じ取り、自らの命が残りわずかと悟って自ら魔石化、パーティに力を貸す。空気中の水分を瞬時に結晶化させ、猛烈な吹雪で攻撃する「ダイアモンドダスト」を行使する。
マディン（Maduin）
声 - 北沢力
ギガースの幻獣であり、ティナの実の父。幻獣界にさまよってきた人間の女性・マドリーヌ（Madeline）と恋仲となり、子供（ティナ）を授かる。他の幻獣たちと共にベクタの魔導研究所に囚われていたが、後に自ら魔石となってティナたちが所持する。イベントで一時操作するが、戦闘はない。紫の光で敵を攻撃する「ケイオスウェイヴ」（無属性）を行使する。
ヴァリガルマンダ（Valigarmanda）
ナルシェで発見された「氷漬けの幻獣」。物語の鍵を握る幻獣の一体。鳥と爬虫類が混ざったような姿をしている。ビックスとウェッジを消滅させ、ティナの洗脳を偶然解いた。魔大戦が終わった後に自らを氷で封印したらしい。ゲーム後半のパーティーとの戦いで氷の封印が解かれ、世界に満ちた禍々しい波動を感じ取ったことで力を貸してくれる。なお、「ヴァリガルマンダ」という名前が判明するのはゲーム後半であり、序盤から中盤までは「謎の幻獣」と表記される。炎・氷・雷の３属性で攻撃する「トライディザスター」を行使する。
北米版では名前の綴りが「Tritoch」に変更されている。
フェニックス（Phoenix）
不死鳥の名を冠し、決して死ぬことはないと伝えられる幻獣。ロックが求める秘宝でもある。魔石化した状態でガストラ皇帝が所持していたが、秘密裏にある場所へと安置されていた。ロックを仲間にする際は一時的にレイチェルが蘇生し砕け散ってしまったが、レイチェルの力により復元し一行の力となった。戦闘不能の味方全員を蘇生させる「転生の炎」を行使する。
オーディン（Odin）
馬にまたがった巨大な戦士の幻獣。千年前、魔大戦の戦場となった城の大広間で魔術師に敗北し石化させられていた。敵全員を斬り捨てる（アンデットにも有効）「斬鉄剣」を行使。
本作のオーディンはイベントでのパワーアップにより斬鉄剣の成功確率が上がった「ライディーン」（Raiden）に進化し、行使する技は「真・斬鉄剣」となる。
キリン（Kirin）
神秘的な容姿から、聖獣として崇められている幻獣。ラムウたちと共に帝国から逃げ出すも、途中で力尽きて魔石と化した。ラムウと共にパーティに力を貸す。パーティ全員を聖なる光で包み込み、体力を徐々に回復させる「ホーリーブライトン」を行使する。
セイレーン（Siren）
竪琴をもった女性の姿の幻獣。ラムウたちと共に帝国から逃げ出すも、途中で力尽きて魔石と化した。ラムウと共にパーティに力を貸す。魔力のこもった歌声で敵全体を沈黙させる「ルナティックボイス」を行使する。
ケット・シー（Stray）
黒猫の姿をした幻獣。ラムウたちと共に帝国から逃げ出すも、途中で力尽きて魔石と化した。ラムウと共にパーティに力を貸す。不吉の象徴とされる黒猫が通り過ぎることで恐怖心を煽り、敵全体を混乱させる「キャットレイン」を行使する。
ユニコーン（Unicorn）
癒しを司る幻獣。帝国の魔導研究所に捕われ、ビーカーの中で力を吸われていたがパーティに救われたことにより自ら魔石化して力を貸す。額の角から癒しの魔力を放出し、味方全体の状態異常を回復する「ヒールホーン」を行使する。
カトブレパス（Shoat）
醜い姿をした幻獣。帝国の魔導研究所に捕われ、ビーカーの中で力を吸われていたがパーティに救われたことにより自ら魔石化して力を貸す。魔力がこもった瞳で敵を睨みつけ、瞬時に石化させる「悪魔の瞳」を行使する。
ファントム（Phantom）
幽体の残存思念の集合体が幻獣となったもの。帝国の魔導研究所に捕われ、ビーカーの中で力を吸われていたがパーティに救われたことにより自ら魔石化して力を貸す。味方全体の姿を消す「バニシングボディー」を行使する。
カーバンクル（Carbunkl）
光の精霊が魔導により幻獣となったもの。帝国の魔導研究所に捕われ、ビーカーの中で力を吸われていたがパーティに救われたことにより自ら魔石化して力を貸す。赤い瞳から放たれる光で呪文を跳ね返す「ルビーの光」を行使する。
ビスマルク（Bismark）
白鯨の姿の幻獣。帝国の魔導研究所に捕われ、ビーカーの中で力を吸われていたがパーティに救われたことにより自ら魔石化して力を貸す。巨大な水泡を敵にぶつけて攻撃する「バブルブロウ」を行使する。
ゴーレム（Golem）
魔大戦以前に作られた魔導機械が幻獣となったもの。魔石化した状態で、ある場所で売りに出されている。敵の物理攻撃から味方を守る「アースウォール」を行使する。
ゾーナ・シーカー（Zone Seek）
一切が謎に包まれた未知の幻獣。魔石化した状態で、ある場所で売りに出されている。魔法攻撃を軽減する特殊なバリアを張る「マジックシールド」を行使する。
セラフィム（Seraphim）
上級天使の幻獣。パーティが帝国に攻め込んだ際、その混乱に乗じて盗賊らしき人物が研究所から盗み出した。ある場所に行けば購入することができる。崩壊前と崩壊後で値段が変わる。天使が舞い降りて味方全体の体力を回復する「エンジェルフェザー」を行使する。
ケーツハリー（Palidor）
巨大な魔鳥の幻獣。パーティを背中に乗せて上昇し、全員でジャンプ攻撃を仕掛けさせる「ソニックダイブ」を行使する。
フェンリル（Fenrir）
白銀の狼の幻獣。古の怪物フンババの首飾りの一部だったが、パーティとの戦いにより首飾りから外れ、拾った子供から手渡される。遠吠えにより味方が複数居るように思わせ、敵をかく乱する「ハウリングムーン」を行使する。
ミドガルズオルム（Terrato）
巨大な蛇の姿の幻獣。地の力を操る神の末裔。ウーマロが作った骨彫刻の目の部分にはめ込まれていた。それを見つけたパーティとウーマロで奪い合うことになる。巨大な地割れを起こし、大地の波動で敵にダメージを与える「アースサラウンド」を行使する。
ラクシュミ（Starlet）
美しい女性の姿の幻獣。魔石化していた状態でジドールの町の貴族アウザーが購入したが、それ以後アウザーが収集した絵に魔物が集まり、取り憑かれる奇怪なことが次々と起きるようになったために騒ぎを解決した主人公たちに託された。暖かい光で包み込み、体の疲れを癒やす「魅惑の抱擁」を行使する。
アレクサンダー（Alexander）
魔導士に命を吹き込まれて幻獣となった古代の城。口から放たれる聖属性の光線で邪悪なものを焼き尽くす「聖なる審判」を行使する。
バハムート（Bahamut）
強大な力を持つ龍族の王。古の魔物デスゲイズが体内に取り込んでいたが、パーティに倒されたことで吐き出された。体内で生成された特殊物質を核融合させて敵にぶつける「メガフレア」を行使する。
ラグナロック (Ragnarok)
伝説の武器が命を得て幻獣となったもの。ナルシェの武器屋が所持していた。手に入れる際、魔石化させるか武器のラグナロクとの二択を迫られる。刀身から放たれる光で敵をアイテム化させる「メタモルフォース」を行使する。なお、SFC版やPS版は最終戦でのみ武器であるラグナロクを敵から盗むことができ、魔石を選んだ場合でもラグナロクを入手できる。GBA版では魔石を選び、かつラグナロクを盗んでクリアするとクリアデータでは魔石のラグナロックと武器のラグナロクの両方を所持した状態になっている。
ジハード（Crusader）
三闘神の力が封じられている幻獣。あまりに強力すぎるがゆえ、8匹の龍に力を分散させることで封印されていたが、8匹の龍を全て倒すと封印が解ける。魔神・女神・鬼神が現れて最終戦争を起こし、その圧倒的な破壊力で味方をも傷つけてしまう「天地崩壊」を行使する。
海外版では「Crusader」、ピクセルリマスター版では「ドゥームズデイ」に変更された。

### GBA版追加幻獣
リヴァイアサン（Leviathan）
海竜の姿の幻獣。大津波を起こして敵全体を攻撃する「タイダルウェイブ」を行使する。
サボテンダー（Cactuar）
サボテンの姿の幻獣。敵の防御に関係なく固定ダメージを与える「針千本」「針万本?」を行使する。
ディアボロス（Diabolos）
伝説の悪魔の幻獣。敵全体を瀕死状態に追い込み、なおかつスリップ状態にする「闇よりの使者」を行使する。
ギルガメッシュ（Gilgamesh）
珍しい剣を求める伝説の剣豪の幻獣。「エクスカリバー」「正宗」「エクスカリパー」で攻撃するほか、相棒のエンキドゥを召喚して援護攻撃をさせる「最終幻想」を行使する。

## 他機種版

### 各機種への移植略歴
1999年3月11日にPlayStation（PS）用の移植版が発売。コンビニエンスストア販売用の『FFVI』単品のものと、通常の販売ルート向けの『ファイナルファンタジーIV』『ファイナルファンタジーV』『FFVI』をセットにした『ファイナルファンタジーコレクション』の2種類が存在する。
2006年11月30日にゲームボーイアドバンス（GBA）版『ファイナルファンタジーVI アドバンス』（FINAL FANTASY VI ADVANCE）が発売。
2012年12月18日にネット限定販売で、FFIからFFXIIIまでのナンバリングソフト（FFI・FFII・FFIV〜FFIXはPS、FFIIIはPSP、FFX〜FFXIIはPS2、FFXIIIはPS3）、およびFF25周年記念CDやレプリカなどの限定アイテムをセットにした特別パッケージ『ファイナルファンタジー 25th アニバーサリー アルティメットボックス』（FINAL FANTASY 25th ANNIVERSARY ULTIMATE BOX）が発売された。
このほか、2017年10月5日発売のニンテンドークラシックミニ スーパーファミコンに予めインストールされている21作品の中のひとつとして収録されている。
物理的な媒体（カセット・ディスクなど）に収録されていないダウンロード専売の移植作は下記の通り。
- バーチャルコンソール - SFC版が2011年3月15日にWii用に、2013年6月26日にWii U用に、2017年8月23日にNewニンテンドー3DS用に配信。またGBA版が2015年12月22日にWii U用に配信されている。
- ゲームアーカイブス - 2011年4月20日にPS版がPS3・PSP用に配信を開始。
- その他 - 2014年1月16日よりAndroid版が、同年2月6日にはiOS (iPhone/iPod touch/iPad) 版が配信開始。

### 一覧
| No. | タイトル                            | 発売日                                    | 対応機種                                                 | 開発元                         | 発売元                        | メディア                              | 型式                                   | 備考 | Ref.                        |
| --- | ----------------------------------- | ----------------------------------------- | -------------------------------------------------------- | ------------------------------ | ----------------------------- | ------------------------------------- | -------------------------------------- | --- | --------------------------- |
| 1   | ファイナルファンタジーVI            | 1999年3月11日 1999年9月30日 2002年3月1日  | PlayStation                                              | トーセ                         | スクウェア EAスクウェア SCE   | CD-ROM                                | SLPM-86198 SCES-03828                  | 売上本数：約8万本 |                             |
| 2   | ファイナルファンタジーVI アドバンス | 2006年11月30日 2007年2月5日 2007年6月29日 | ゲームボーイアドバンス                                   | トーセ                         | スクウェア・エニックス 任天堂 | ロムカセット                          | AGB-BZ6J-JPN AGB-BZ6E-USA AGB-BZ6P-EUR | 売上本数：約28万本 | [ 26 ] [ 27 ]               |
| 3   | ファイナルファンタジーVI            | 2011年3月15日 2011年6月30日               | Wii                                                      | スクウェア                     | スクウェア・エニックス        | ダウンロード （バーチャルコンソール） | -                                      | スーパーファミコン版の移植                                                                                             | [ 28 ] [ 29 ]               |
| 4   | ファイナルファンタジーVI            | 2011年4月20日 2011年12月6日               | PlayStation 3 PlayStation Portable (PlayStation Network) | トーセ                         | スクウェア・エニックス        | ダウンロード （ゲームアーカイブス）   | -                                      | PlayStation版の移植 | [ 30 ] [ 31 ]               |
| 5   | ファイナルファンタジーVI            | 2012年8月28日 2012年8月29日               | PlayStation Vita (PlayStation Network)                   | トーセ                         | スクウェア・エニックス        | ダウンロード （ゲームアーカイブス）   | -                                      | PlayStation版の移植 |                             |
| 6   | ファイナルファンタジーVI            | 2013年6月26日                             | Wii U                                                    | スクウェア                     | スクウェア・エニックス        | ダウンロード （バーチャルコンソール） | -                                      | スーパーファミコン版の移植                                                                                             | [ 32 ]                      |
| 7   | ファイナルファンタジーVI            | INT 2014年1月16日                         | Android                                                  | トーセ                         | スクウェア・エニックス        | ダウンロード                          | -                                      | リメイク版 | [ 33 ] [ 34 ] [ 35 ] [ 36 ] |
| 8   | ファイナルファンタジーVI            | INT 2014年2月5日                          | iPhone、iPad (iOS)                                       | スクウェア・ エニックス        | スクウェア・エニックス        | ダウンロード                          | -                                      | リメイク版 | [ 37 ] [ 38 ] [ 39 ] [ 40 ] |
| 9   | ファイナルファンタジーVI            | INT 2015年12月16日                        | Windows                                                  | スクウェア・ エニックス        | スクウェア・エニックス        | ダウンロード (Steam)                  | -                                      | リメイク版 | [ 41 ]                      |
| 10  | ファイナルファンタジーVI アドバンス | 2015年12月22日                            | Wii U                                                    | トーセ                         | スクウェア・エニックス        | ダウンロード （バーチャルコンソール） | -                                      | ゲームボーイアドバンス版の移植                                                                                         | [ 42 ] [ 43 ]               |
| 11  | ファイナルファンタジーVI            | 2017年8月23日                             | Newニンテンドー3DS                                       | スクウェア                     | スクウェア・エニックス        | ダウンロード （バーチャルコンソール） | -                                      | スーパーファミコン版の移植                                                                                             | [ 44 ] [ 45 ]               |
| 12  | ファイナルファンタジーVI            | 2022年2月24日                             | Steam, iOS, Android, Amazon                              | スクウェア・エニックス、トーセ | スクウェア・エニックス        | ダウンロード                          | -                                      | オリジナル版をベースとした2Dリマスター版 「ファイナルファンタジー ピクセルリマスター」（FINAL FANTASY PIXEL REMASTER） | [ 46 ] [ 47 ]               |

### PlayStation版の特徴
1999年3月にPlayStationで発売された『ファイナルファンタジーVI』（単品）、および『ファイナルファンタジーコレクション』のDISC3は、スーパーファミコンで発売されたものとほとんど同じ内容となっている。
ただし、以下のような変更点がある。
- オープニング、エンディングにCGムービーが追加。
- ゲームのデータ、設定資料などを鑑賞する「おまけ」モードが追加された。「やりこみじいさん」によりゲームの「やりこみ度」を閲覧可能（この機能は、後のGBA版には存在しない）。ゲームクリアを記録したシステムファイルがあれば、見られるデータが増える（一部、『FFV』の設定資料もある）。
- ゲーム開始時にランダムでキャラクター1名が登場。ごく稀に『FFIII』のたまねぎ剣士、および『FFVIII』のスコールが現れる。
- マップ内では「×」ボタン+方向キーでダッシュ（2倍速での移動）ができる。即ちゲーム開始時からダッシュが使える。ダッシューズ装備時は、方向キーのみで2倍、「×」+方向キーで4倍になる。
- CD-ROMによる読み込みのため、画面の切り替え、メニュー画面の読み込み、エンカウント処理がSFC版よりも遅い。
- エンカウント時、戦闘終了時のモザイク演出が変更されている。
- 戦闘中などに派手な演出が発生した際、コンピューターの処理により演出がスローモーションになる。
- 音源がSFC版と違うため、音楽や効果音などの音質がSFC版から若干変わっている。また、エンディングの曲と画面がずれており（同期が取れておらず曲が画面に比べてだんだん遅れていく）、BGMが鳴り終わらずにエンディング用のCGアニメーションが再生されてしまう。
- 多くの細かな怪現象や不具合が修正されている。ただし、「バニシュ+デス」のようにSFC版から引き続き残されているものもある。
- ガウが勲章を装備できなくなるなど、一部のアイテムの装備可能キャラクターが変更となった。
- ゾゾの街のダダルマーなど、一部の敵およびボスが強化された。
- 敵とのエンカウント率が非常に高く、戦闘終了後1歩移動するだけでエンカウントすることもある。
- 「メモファイル」機能により、一時的なセーブが可能になっている。ただし一時的な保存なのでリセットボタンを押すか、電源を切ると消滅する（ソフトリセットでは消えない）。
- ダリルの墓でファルコン号を蘇らせる前に飛空艇が世界中を駆け回る回想シーンがあるが見た目がブラックジャック号のようになっている（SFC版はファルコン号）。
- メニュー画面のとくしゅのマッシュのひっさつわざについてSFC版ではコマンドと効果が表示されていたが、PS版では技の名前も表示されるようになった。

### ゲームボーイアドバンス版の特徴
『ファイナルファンタジーVI アドバンス』は2006年11月30日に、「Finest FANTASY For ADVANCE」と銘打たれた「FINAL FANTASY 携帯機完全移植計画」の第三弾として発売された（日本では最後のGBAソフト）。キャッチコピーは、「近づく、予感。」（TGSPV）、「純度を超えた透明感」（TVCM）。ダンジョン追加や細かな仕様変更などがなされた。
- 会話時のウィンドウに顔グラフィックが表示された。全プレイヤーキャラクター（トランス状態のティナ含む）のほか、シド、ケフカ、ガストラなどのサブキャラクターにも顔グラフィックが追加。なお、顔グラフィックを非表示にはできない。
- 顔グラフィックの導入、キャラクター名の全角表示、テキスト枠の減少（SFC版・PS版では4行→GBAは3行）により一度に表示させられる文章量が減少した。
- 『FFIV アドバンス』『FFV アドバンス』と同様に、メッセージウィンドウのテキストを、ひらがなのみ使用か、漢字混じりにするかをコンフィグによって任意に設定できる。これにより、オリジナルからメッセージの漢字変換が変更された箇所もある。
- 追加魔石として「リヴァイアサン」「サボテンダー」「ギルガメッシュ」「ディアボロス」の4つが追加。また、これらの魔石で習得できる新たな魔法も3つ追加。
- 各キャラクター専用の最強武器が追加された。ただし、武器を装備できないガウは兜、装備を変更できないウーマロはアクセサリーとなっている。それぞれのキャラクター専用装備として計14個追加。
- 「おまけ」として、モンスター図鑑とサウンドテストモードが追加（後者は、本編クリア済みデータのある状態時に追加）。モンスター図鑑はPS版にもあったが、アドバンス版では大きく異なっている。また、ミュージックプレイヤーの曲目は英語版のものとなっている。PS版にはあったやりこみじいさんは存在しない。
- エクストラダンジョン「竜の巣」「魂のほこら」が追加。「竜の巣」は本編で伝説の8匹の竜を倒さなければ内部に入れない。内部では3つのパーティに分けて最強の竜が眠る最深部を目指す。また、8匹の竜が強化されて再登場する。「魂のほこら」は本編およびエクストラダンジョンをクリアする必要がある。これに関連し、本編クリア後にセーブが可能となっている。クリア済みのデータには星マークが付き、ロードするとファルコン号の甲板からセッツアー1人の状態で再開となる。なお、ロード後のデータでは、ラストバトル中に獲得・消費したアイテムなどのデータも反映される。
- 一部の宝箱の表示（「封魔壁への洞窟」の2つと「ジドールの町」の4つ）を修正。オリジナル版では獲得したと表示されるアイテム・ギルと、実際に得られる中身が違うというミスが発生していた。
- 「獣ヶ原」に出現する敵パーティのパターンが増加。これによりオリジナル版では習得できなかった「あばれる」のデスペナルティーを覚えられるようになった。ただしエクストラダンジョン「竜の巣」の追加モンスターは出現せず、習得もできない。
- ゲームボーイアドバンスではX（△）、Y（□）に相当するボタンが無いため、マッシュの「ひっさつわざ」のコマンドが一部、SFC版やPS版と大きく異なっている。また、戦闘中のターンパスについても、送りボタンが1つしかないため、順送りしかできない。
- 音源がSFC版やPS版と違うため、音楽や効果音などの音質がさらに変更されている。また、本来組曲で旧盤では戦闘が先に進んでも曲は規定の箇所まで演奏されないと進まないものであった「妖星乱舞」（ラストバトル時の楽曲）は、各階層をクリアした時点で曲が変更される仕様となった。
- 「バニシュ」影響下でも本来の耐性が考慮されるようになった。本来「デス」「デジョン」が効かないモンスターには透明状態でも無効となり、これにより「眠れる獅子」というモンスターが非常に倒し難くなっている（ただし「眠れる獅子」は「ストップ」に耐性がないので、それを活用して倒しやすくすることはできる）。戦闘に勝利する（＝魔法修得値を得る）だけなら後述の煙玉を使う方法を行えば可能だが、モンスター図鑑に登録するのは困難。なお、「魂のほこら」で戦うこともできる。
- サウスフィガロでのセリスが加入するイベントから、セリスが帝国兵に殴られるシーンと鎖に繋がれるシーンがカットされ、それに伴い、救出時の選択肢の文面も変更。
- 飛空艇の飛行スピードが若干遅くなっている。
- 魔力や素早さなどのステータスが極端に高くなると、オーバーフローを起こして弱体化する現象が修正。
- ドレイン・アスピル系の技や魔法が調整された。
- 物理回避率の数値が機能せず、魔法回避率が物理攻撃・魔法攻撃両方に影響していた現象が修正され、物理回避率の効果がきちんと現れるようになった。
- ゴゴが勲章を装備できなくなるなど、一部のアイテムの装備可能キャラクターがPS版からさらに変更となった。
- 通称「コンフュ+煙玉」と呼ばれる、混乱を利用し敵に煙玉を使って強制退却させる裏技は変更されなかった。ただし逃走扱いのため、その戦闘時のモンスターは「モンスター図鑑」には登録されない。
- GBA版ファイナルファンタジー移植シリーズでは唯一、GBAオリジナルのオープニングデモは用意されていない。

### Android/iOS版（旧Ver.）の特徴
Android版は2014年1月16日に、iOS版は2014年2月6日に配信。ゲームボーイアドバンス版を基とし、グラフィック全般とインターフェイスが一新されている。キャラクターについてはオリジナルスタッフである渋谷員子による描き起こし。
2021年7月28日にピクセルリマスターとの混合を避けるために発売終了された。
- BGMはSFC版のものを録音して再生している。
- 斜め移動が可能となっている。代わりにPS版・GBA版にあったダッシュが削除され、SFC版と同じようにダッシューズを装備しないとダッシュができない。ダッシューズ装備中はダッシュの有無を選択できる（ただし、ナルシェの洞窟・光の通り道（崩壊前）ではダッシュは無効になる）。
- GBA版にあったサウンドテストモードが最初から使用可能（コンフィグ内にある）。
- 装備中の魔石はステータスに表示され、各キャラクターの魔石をタップして装備ページに移動するようになった。魔石一覧のページも刷新されており、魔石の装備者が表示されるようになり、他人が装備中の魔石を付け替えられるようになったほか、全ての魔法を習得した魔石には星マークがつくようになった。また、魔石の詳細（選択時）には召喚時の効果・習得する魔法と共に幻獣のイラストも表示されるようになった。
- 戦闘時の画面下部が大幅に刷新されており、横並びのタブ状のウィンドウに各キャラクターのパラメータが表示され、ATBのゲージはキャラクターのステータス枠が徐々に浮き上がるというものに変更されている。コマンドはその下に表示される（表示形態は3パターンあり、タブ式を選択すると選択したキャラクターのコマンドが下部の横幅いっぱいに表示される）。ゲージが満タンのキャラクターのタブをタップするとそのキャラクターのコマンドを入力できる。
- マッシュの「ひっさつわざ」のコマンドがSFC版・PS版・GBA版と大きく異なり、表示された8方向の矢印でコマンドをタップした後にパンチボタンで決定するという形式になった。これにより、原作にあった斜め入力を横方向で代用できる仕様は廃止されている。
- カイエンの「ひっさつけん」は先に使用したい技を決定し、その後選んだ技に応じて自動チャージする形式に変更されている。このためチャージ中に他のキャラクターへのコマンド入力も可能となったが、代わりにチャージを中断することはできなくなった。

## 制作スタッフ
- プロデューサー・原案 - 坂口博信
- ディレクター・シナリオ - 北瀬佳範
- ディレクター・ゲームデザイン - 伊藤裕之
- メインプログラマー - 成田賢、吉井清史
- グラフィックディレクター・グラフィックチーフ - 高橋哲哉
- グラフィックディレクター・オブジェグラフィック - 渋谷員子
- グラフィックディレクター・BGグラフィック - 皆葉英夫
- グラフィックディレクター - 野村哲也
- キャラクターデザイン・イメージデザイン・タイトルロゴデザイン - 天野喜孝
- 音楽 - 植松伸夫
  - ファイナルファンタジーVI ピクセルリマスター版 マリア役（セリス歌唱）、妖星乱舞（ソプラノ歌唱） - 根本真澄[49][50]
- サウンドプログラマー - 赤尾実[51]

## 評価
スーパーファミコン版
- ゲーム誌『ファミコン通信』の「クロスレビュー」では、9・8・10・10の合計37点（満40点）でプラチナ殿堂を獲得[62]、レビュアーからはグラフィックや演出面を絶賛する声が多く挙げられ、特にグラフィックの美しさに関しては4名中3名のレビュアーが絶賛、それ以外の面に関して浜村通信は「旺盛なサービス精神がここかしこに見られる」、鈴木ドイツは「かゆいところに手が届くシステム」とゲームシステムを肯定的に評価、渡辺美紀はパーティー編成によるイベントやシナリオを称賛、アルツ鈴木は「プレーヤーを釘付けにする」と演出面を称賛した[78]。一方で、鈴木ドイツは演出面に関して「ぷんぷん漂うアニメ臭やマンガの共通言語的な表現」と苦言を呈した[78]。

- 『ファミリーコンピュータMagazine』の読者投票による「ゲーム通信簿」での評価は以下の通りとなっており、26.9点（満30点）となっている[74]。また、1998年に刊行されたゲーム誌『超絶 大技林 '98年春版』（徳間書店）では、「定評あるグラフィックの美しさに、さらに磨きがかかっている」とグラフィックに関して称賛した[74]。

| 項目 | キャラクタ | 音楽 | お買得度 | 操作性 | 熱中度 | オリジナリティ | 総合 |
| 得点 | 4.7        | 4.6  | 4.0      | 4.4    | 4.6    | 4.5            | 26.9 |

PlayStation版
- ゲーム誌『ファミ通』の「クロスレビュー」では合計31点（満40点）でシルバー殿堂を獲得した[64]

ゲームボーイアドバンス版
- ゲーム誌『ファミ通』の「クロスレビュー」ではの合計31点（満40点）でシルバー殿堂を獲得した[66]。

## 備考

### 『Vジャンプ』とのタイアップ
『ファイナルファンタジーVI』は集英社のゲーム雑誌である『Vジャンプ』において、発売前および発売後に紙面にて大々的に宣伝された。
- 『ファイナルファンタジーVI』発売後すぐに攻略本『Vジャンプ緊急増刊 ファイナルファンタジーVI』が集英社より発売された。
- 『ファイナルファンタジーVI』の発売に関連して、植松伸夫作曲のオリジナルソングの歌詞を募集した。後に「近づく予感」としてCD『ファイナルファンタジーVI スペシャルトラックス』に収録、発売されている。
- 世界観や各キャラクターの詳細な設定が『Vジャンプ』誌に掲載された（スクウェア公認の攻略本には書かれていない設定も存在する）。

### FFシリーズの音楽について
ファイナルファンタジーシリーズの音楽は、ゲーム中に流れる曲（コンピューターの電子音によって演奏された曲）をそのまま収録した「オリジナルサウンドトラック」があると同時に、ゲーム中の曲を生音で再現し、さらにアレンジを加えた「アレンジバージョン」が存在するが、このアレンジが盛んに行われていたのはこの『VI』までである。ハードがPlayStationになった『VII』以降はゲーム中の音質が生音に近くなっているため、『VI』以前のような本格的なアレンジバージョンがあまり出ていない。これは同社の『サ・ガ』シリーズや『聖剣伝説』シリーズも同じである。
そのような中で、本作の「プレリュード」にはディレイとエコーを同時に使う趣向がはじめて取り入れられたが、容量不足のためにエコー部分は上昇地点で消滅してしまう。様式模倣はプログレッシブ・ロックからキラールやカンチェリのようなシンフォニストの音楽まで幅広く用いられている。

### 3D作品
1995年のSIGGRAPHに3D映像による『FFVI』キャラクターの戦闘ムービー作品が出展され、1996年の東京ゲームショウで配布された限定ディスク「SQUARE'S PREVIEW EXTRA」にも収録された。

## 関連商品

### サウンドトラック
『ファイナルファンタジーVI』で使用されているBGMは、植松伸夫によるものであり、以下の音楽CDが発売されている。
- ファイナルファンタジーVI オリジナルサウンドバージョン（FINAL FANTASY VI ORIGINAL SOUND VERSION）

ゲーム中で流れるBGMを収録したサウンドトラック。全3枚組。
- ファイナルファンタジーVI グランド・フィナーレ（FINAL FANTASY VI GRAND FINALE）

イタリア、ミラノ交響楽団によるオーケストラアレンジの演奏。「Aria Di Mezzo Carattere」は本物のオペラ歌手による独唱。
- ファイナルファンタジーVI スペシャルトラックス（FINAL FANTASY VI SPECIAL TRACKS）

スクウェアのスタッフが歌う「近づく予感」の他、オリジナルサウンドバージョン未収録曲などが収められている。
この他、『ファイナル・ファンタジー ヴォーカル・コレクション1 PRAY』、『F.F.MIX』で「ティナのテーマ」のSnow Productionsによるアレンジ、『20020220 music from FINAL FANTASY』で「ティナのテーマ」のオーケストラアレンジが収録されている。
『ファイナルファンタジーVI』のTVCFでは、「FINAL FANTASY」（メインテーマ）がオペラ風にアレンジされ葛生千夏のヴォーカルで歌われていたが、ゲームサントラへの収録はされず、植松伸夫のソロアルバム「ファンタズマゴリア」にのみ収録されている。
『スーパーファミコンマガジン 1994年4月号』の特別付録CDには「1 ガストラ帝国」「2 迷いの森」「3 リルムのテーマ」「4 セッツァーのテーマ」の4曲が収録されている。
- FINAL FANTASY VI オリジナル・サウンドトラック リマスターバージョン

2013年09月04日発売。
- FINAL FANTASY VI ORIGINAL SOUNDTRACK REVIVAL DISC

2019年03月27日、ブルーレイディスクで発売。

### 関連書籍
- 『ファイナルファンタジーVI -Character collections』天野喜孝、NTT出版 (1994/02)
- 『Vジャンプ緊急増刊 ファイナルファンタジーVI』
- 『完全攻略 ファイナルファンタジーVI 冒険ガイドブック』ISBN 4-87188-302-7 NTT出版、1994年4月
- 『ファイナルファンタジーVI 設定資料編』ISBN 4-87188-299-3 NTT出版、1994年2月
- 『ファイナルファンタジーVI 基礎知識編』ISBN 4-87188-300-0 NTT出版、1994年4月
- 『ファイナルファンタジーVI 完全攻略編』ISBN 4-87188-301-9 NTT出版、1994年6月
- 『ファイナルファンタジーVI ザ・コンプリート』ISBN 4-87188-303-5 NTT出版、1994年9月
- 『ファイナルファンタジーVI キャラクターコレクションズ』ISBN 4-87188-285-3 NTT出版、1994年2月
- 『スクウェア公式 ファイナルファンタジーコレクション 幻想世界の攻略本』ISBN 4-925075-45-4 デジキューブ、1999年3月
- 『ファイナルファンタジー大全集 Complete works 1 through 6 Vol.1 上巻 改訂版』ISBN 4-88787-044-2 デジキューブ、2002年6月
- 『ファイナルファンタジー大全集 Complete works 1 through 6 Vol.1 下巻 改訂版』ISBN 4-88787-045-0 デジキューブ、2002年6月
- 『ファイナルファンタジーVI アドバンス 公式コンプリートガイド』ISBN 4-7575-1846-3 スクウェア・エニックス、2006年12月